# Seznam světového dědictví v Africe
Toto je seznam památek světového dědictví UNESCO v Africe. U každé položky je uveden český název, oficiální anglický název dle seznamu UNESCO, stručná charakteristika a odkaz na základní zdůvodnění zápisu dle UNESCO. Číslo v odkazu je současně číslo, pod kterým je lokalita vedena v Seznamu světového dědictví. Nejsou zde uvedeny arabské státy severní Afriky, které jsou zahrnuty v hesle Seznam světového dědictví v arabských státech.
Položky seznamu u jednotlivých zemí jsou řazeny podle roku zápisu do Seznamu. Následující přehled památek je aktuální k datu 26. 7. 2025.

## Angola
1. Mbanza Kongo, pozůstatky hlavního města bývalého Konžského království
Mbanza Kongo, Vestiges of the Capital of the former Kingdom of Kongo
Původní africké stavby královského paláce, soudu v průběhu času doplňovány o stavby portugalských kolonistů.
2017
 http://whc.unesco.org/en/list/1511

## Benin

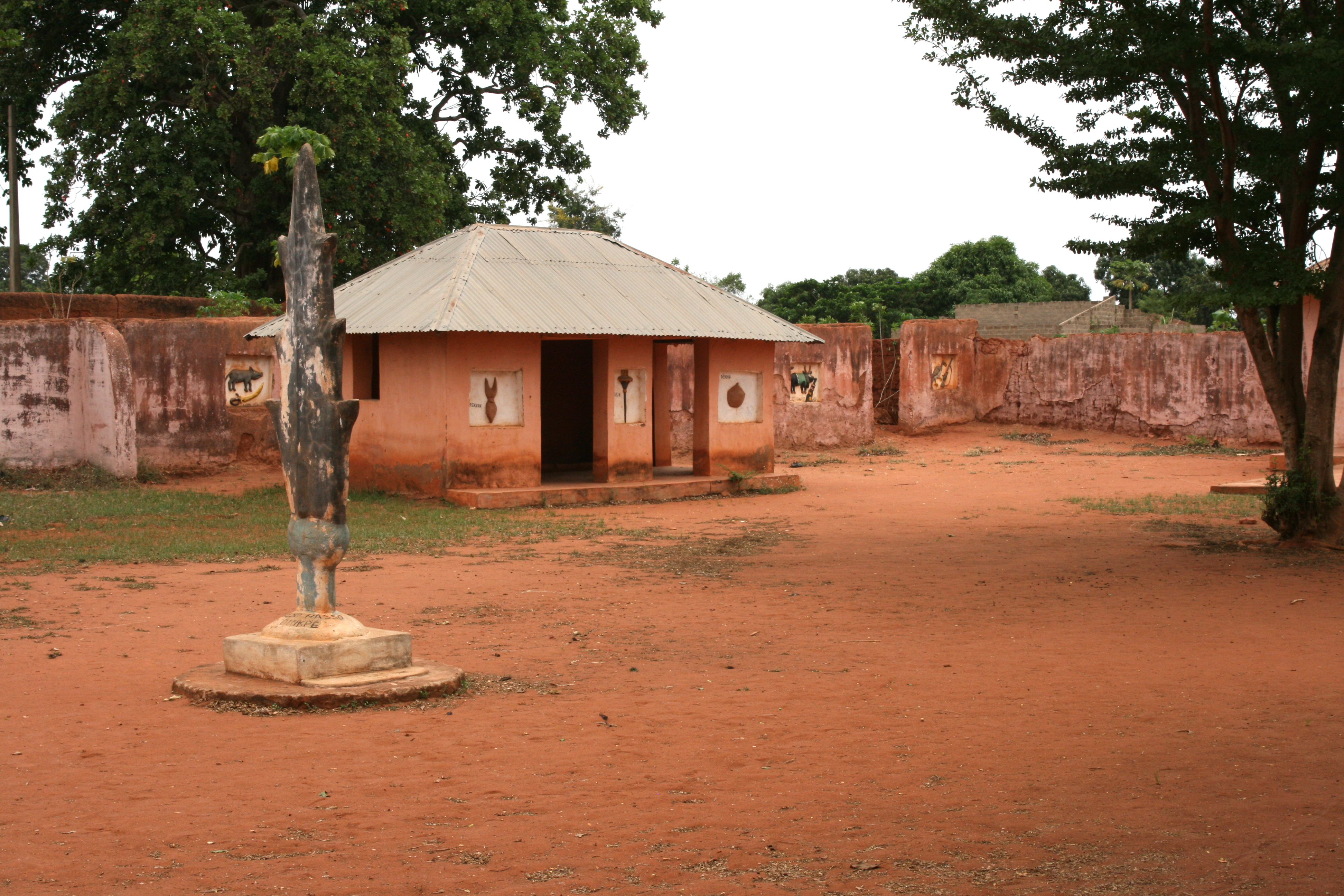
Královské paláce v Abomey

1. Královské paláce v Abomey
Royal Palaces of Abomey
1985
 http://whc.unesco.org/en/list/323
2. Chráněná území W-Arly-Pendjari
W-Arly-Pendjari Complex
Chráněná území ekoregionu tzv. súdánsko-sahelské savany na pomezí Beninu, Nigeru a Burkiny Faso.
1996, 2017
http://whc.unesco.org/en/list/749
3. Koutammakou
Koutammakou, the Land of the Batammariba 
V oblasti žije kmen Batammariba, jehož pozoruhodné hliněné věžové domy se staly symbolem Toga.
2004, 2023
 http://whc.unesco.org/en/list/1140

## Botswana
1. Tsodilo

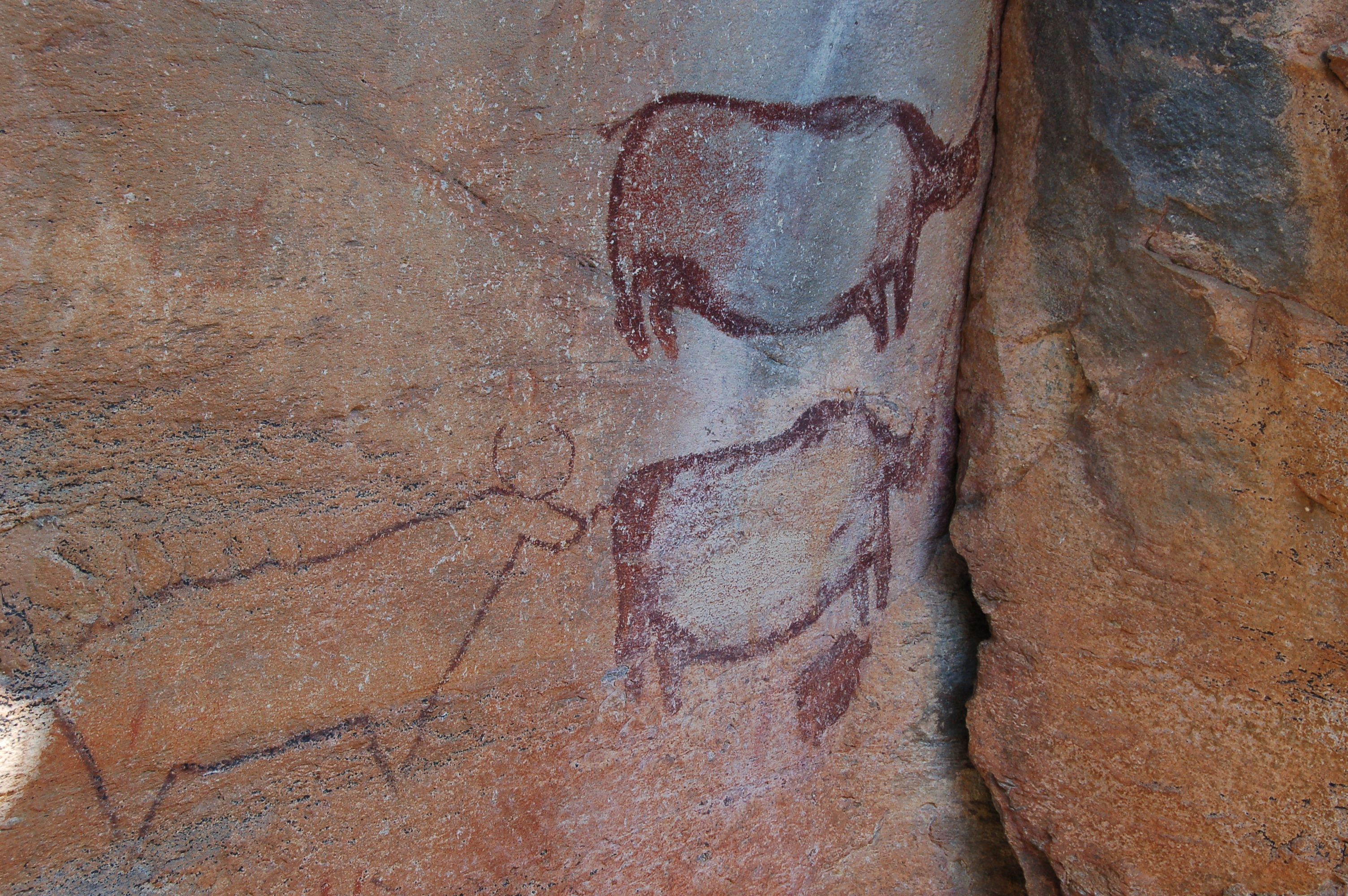
Tsodilo
Na 10 km čtverečných v poušti Kalahari je přes 4500 skalních kreseb, které vypovídají o obyvatelstvu a změnách podnebí za posledních nejméně 100 000 let.
2001
 http://whc.unesco.org/en/list/1021
2. Delta Okavanga
Okavango Delta
Jedinečný ekosystém pravidelně zaplavovaného území vnitrozemské delty řeky Okavango.
2014
http://whc.unesco.org/en/list/1432

## Burkina Faso

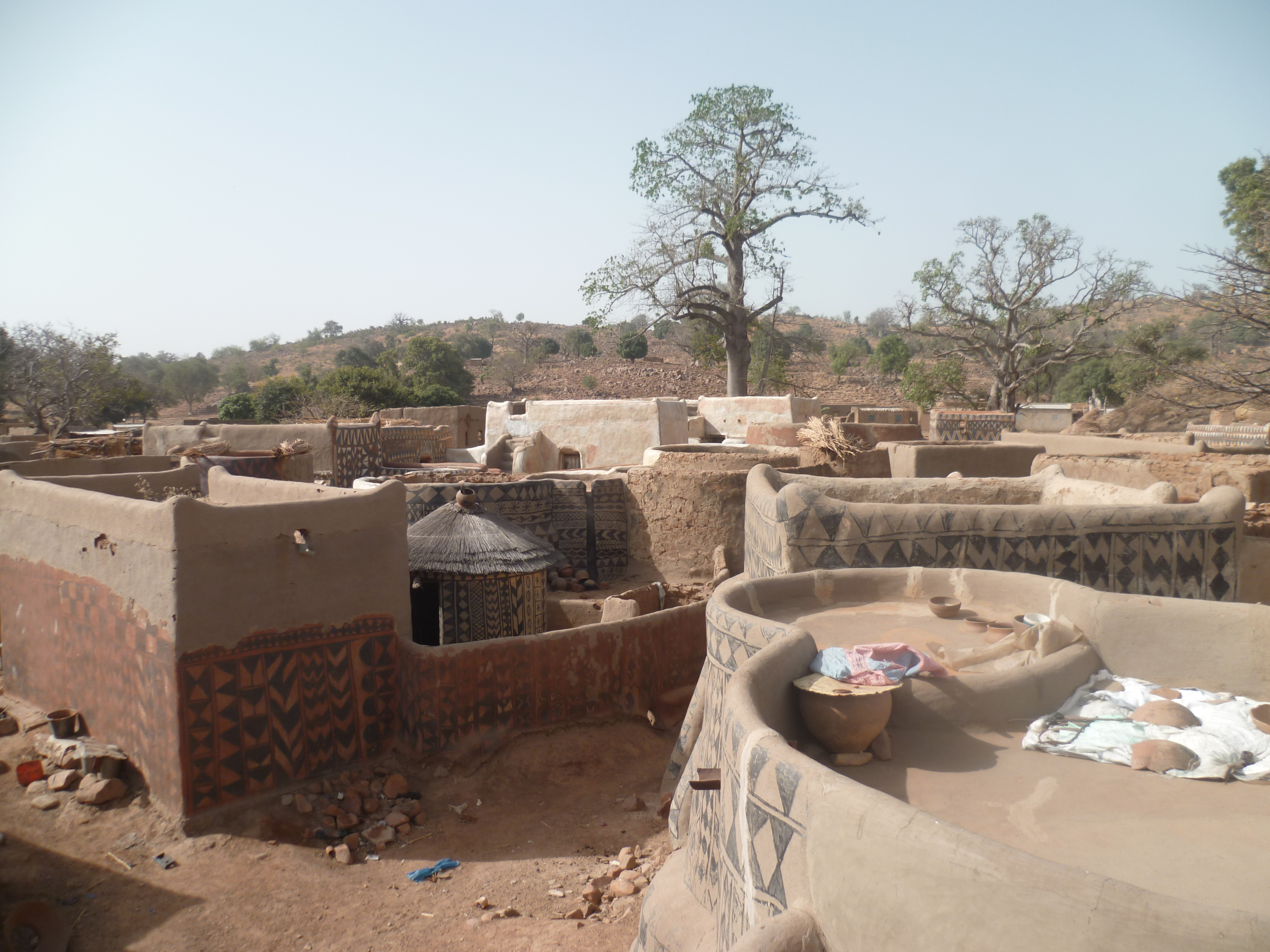
Královský dvůr Tiébélé

1. Zříceniny v Loropéni
The Ruins of Loropéni
Kamenné zdi pevností, které byly vybudovány pro bezpečnost obchodních cest. Stáří přibližně 1000 let. 
2009
 http://whc.unesco.org/en/list/1225
2. Chráněná území W-Arly-Pendjari
W-Arly-Pendjari Complex
Chráněná území ekoregionu tzv. súdánsko-sahelské savany na pomezí Beninu, Nigeru a Burkiny Faso.
1996, 2017
http://whc.unesco.org/en/list/749
3. Starobylé železářské lokality Burkiny Faso
Ancient ferrous metallurgy sites of Burkina Faso
Zbytky pecích na tavení železa.
2019
https://whc.unesco.org/en/list/1602
4. Královský dvůr Tiébélé
Royal Court of Tiébélé
Rozsáhlý komplex malovaných domů z hlíny, dřeva a slámy ze 16. století.
2024
https://whc.unesco.org/en/list/1713

## Čad

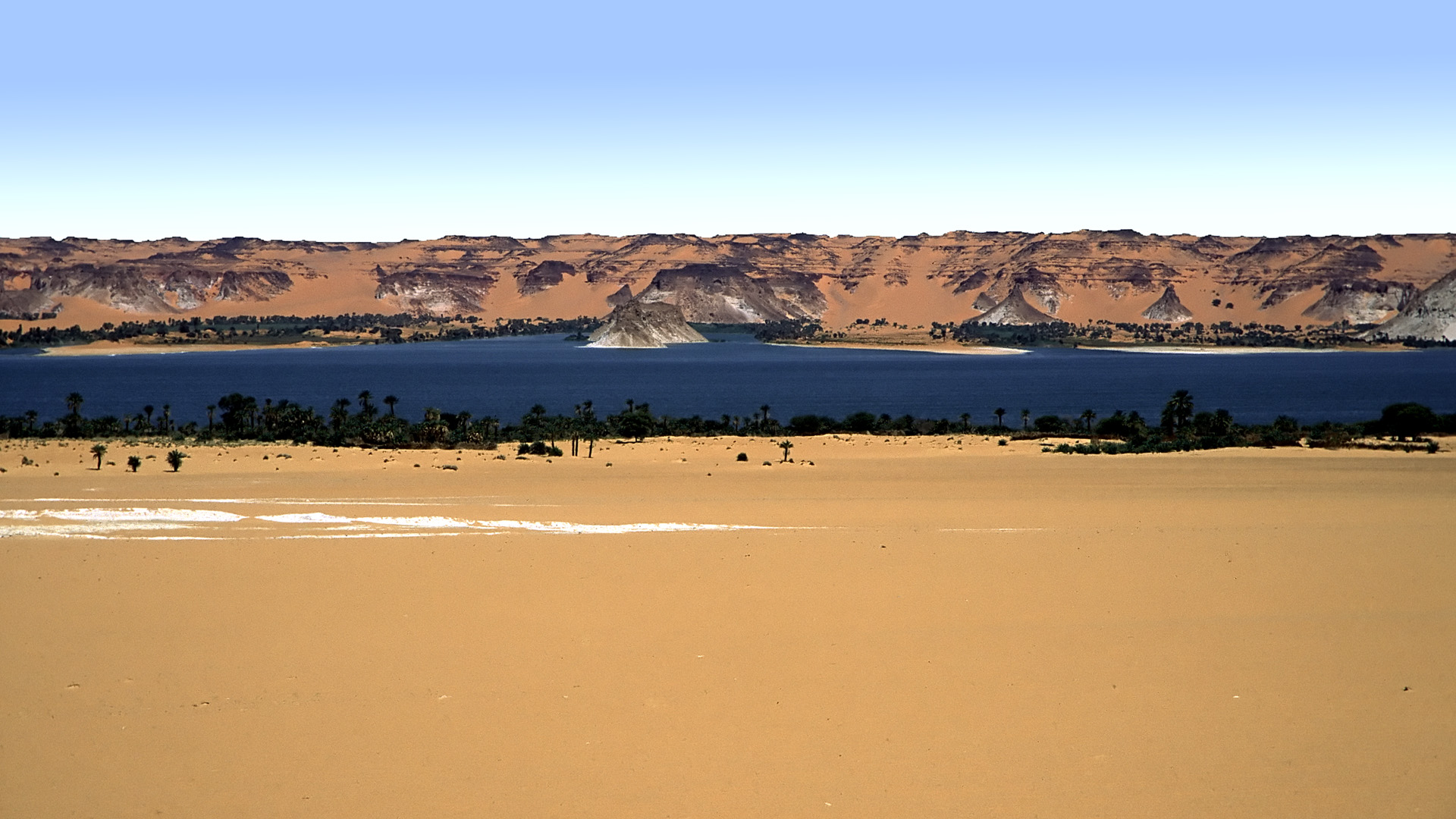
Jezera Ounianga

1. Jezera Ounianga
Lakes of Ounianga
Osmnáct mezi sebou propojených jezer se slanou vodou uprostřed saharské pouště.
2012
 http://whc.unesco.org/en/list/1400
2. oblast Ennedi
Ennedi Massif: Natural and Cultural Landscape
Rozlehlé skalnaté území s unikátními skalními malbami a rytinami a specifickými podmínkami pro život fauny a flory.
2016
 http://whc.unesco.org/en/list/1475

## Eritrea

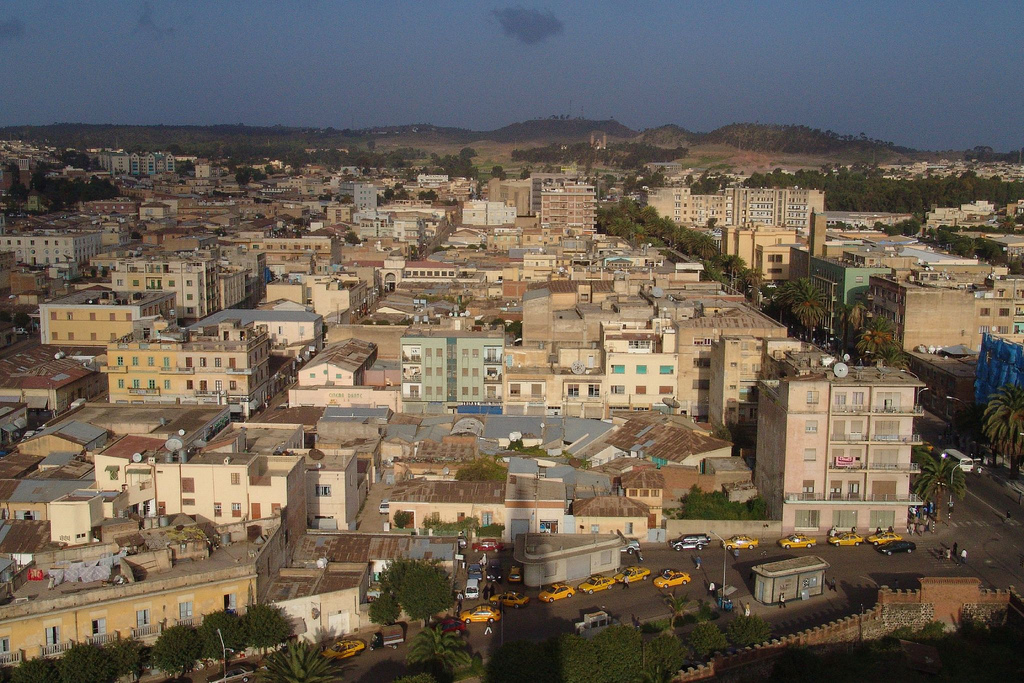
Asmara

1. Asmara: modernistické město v Africe
Asmara: a Modernist City of Africa
Unikátní příklad raného modernismu v architektuře a urbanismu na africkém kontinentu.
2017
 http://whc.unesco.org/en/list/1550

## Etiopie

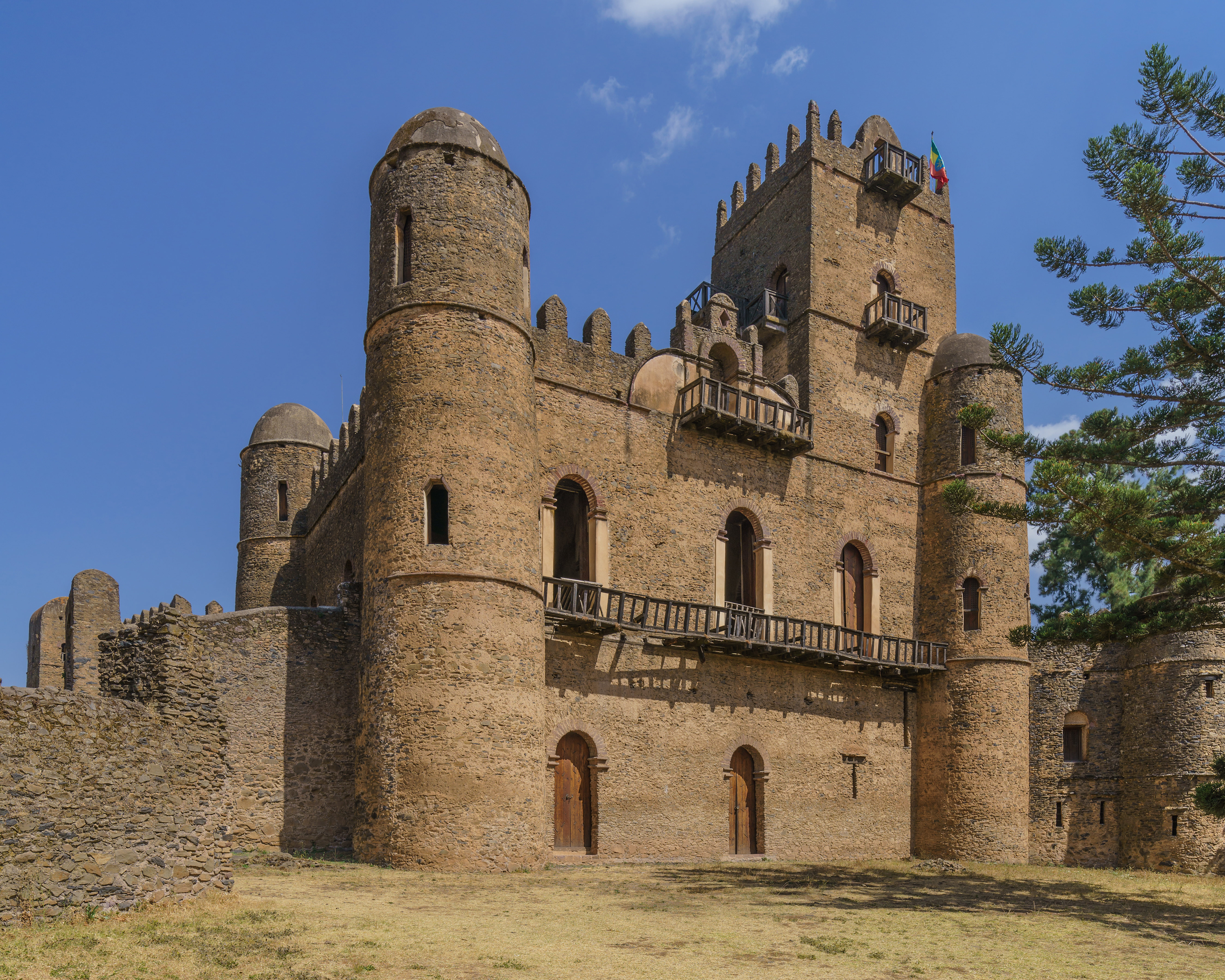
Fasil Ghebbi

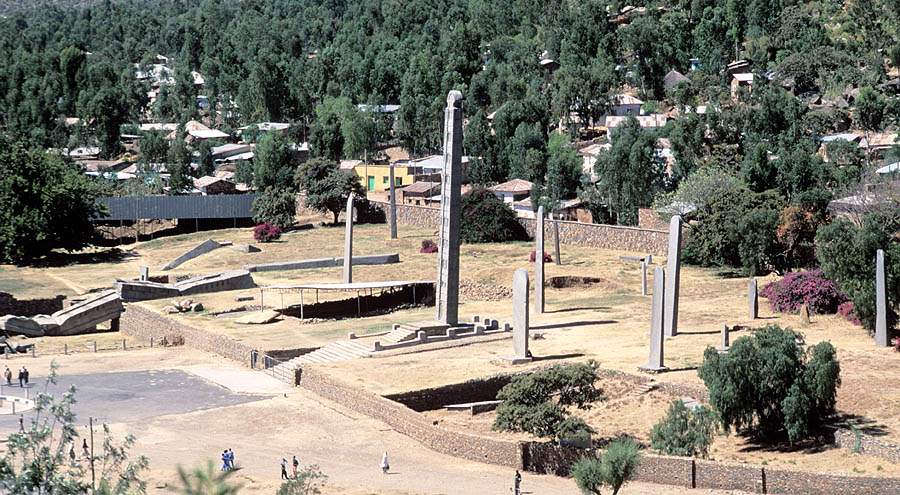
Aksum

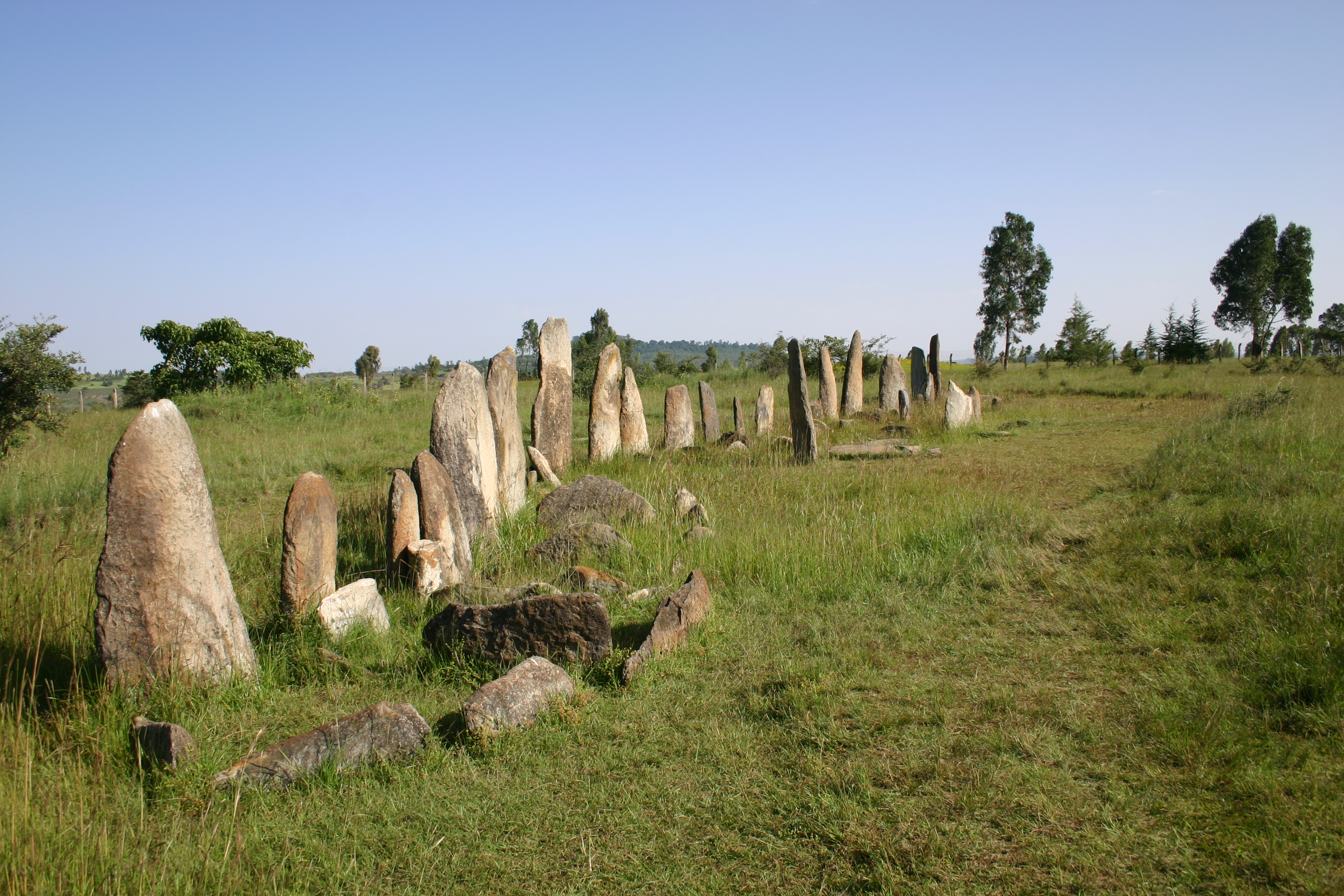
Tiya

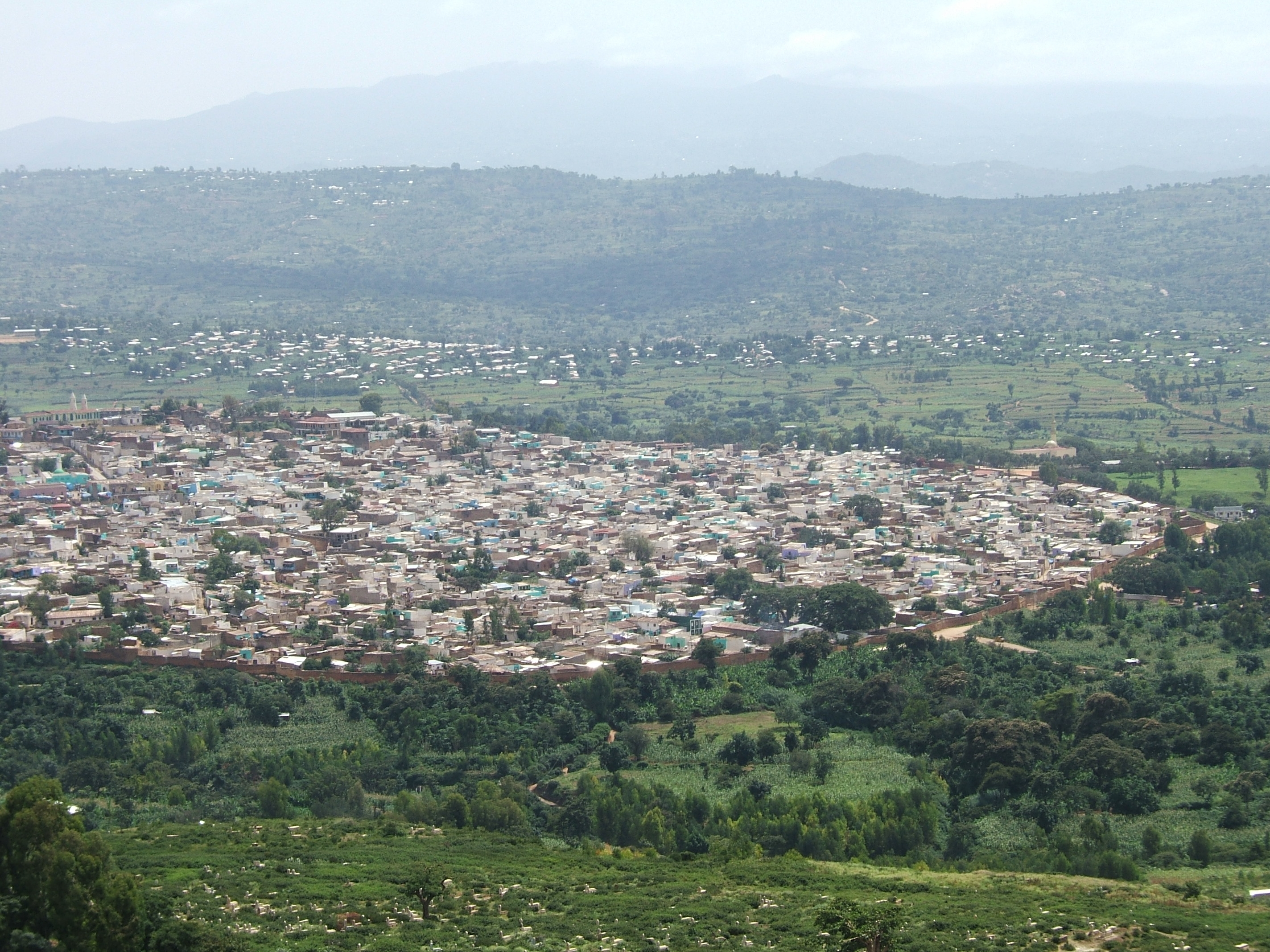
Harar Jugol

1. Lalibela
Rock-hewn Churches, Lalibela
Skalní chrámy ze 13. století.
1978
 http://whc.unesco.org/en/list/18
2. Národní park Simienské hory
Simien National Park
Národní park na náhorní plošině, vzácná fauna.
1978
 http://whc.unesco.org/en/list/9
3. Fasil Ghebbi
Fasil Ghebbi, Gondar Region
Opevněné město – rezidence etiopských panovníků v 16.–17. století.
1979
 http://whc.unesco.org/en/list/19
4. Aksúm
Aksum
Rozvaliny bývalého hlavního města království Aksúm.
1980
 http://whc.unesco.org/en/list/15
5. Dolní údolí řeky Awaš
Lower Valley of the Awash 
Paleontologická naleziště v údolí Awaš.
1980
 http://whc.unesco.org/en/list/10
6. Omo
Lower Valley of the Omo
Údolí nálezů kosterních pozůstatků předků člověka.
1980
 http://whc.unesco.org/en/list/17
7. Tiya
Tiya
Archeologické naleziště s vykopávkami staré etiopské kultury.
1980
 http://whc.unesco.org/en/list/12
8. Opevněné historické město Harar Jugol
Harar Jugol, the Fortified Historic Town
Čtvrté nejsvětější město islámu. Uvnitř opevnění pocházejícího ze 13. až 16. stol. se nachází 82 mešit a řada dalších staveb, z nichž některé pocházejí již z 10. stol.
2006
 http://whc.unesco.org/en/list/1189
9. Kulturní krajina Konso
Konso Cultural Landscape
Člověkem vybudované zemní terasy v regionu Etiopské vysočiny.
2011
 http://whc.unesco.org/en/list/1333
10. Kulturní krajina Gedeo
The Gedeo Cultural Landscape
Oblast v jižní části Etiopie s domorodým místním zemědělsko-lesnickým systémem a megalitickými památkami, nalezištěmi skalního umění a tradičně chráněnými lesy.
2023
 http://whc.unesco.org/en/list/1641
11. Národní park Bale Mountains
Bale Mountains National Park
Národní park s jedinečnou biologickou rozmanitostí na úrovni ekosystémů, druhů a genetických úrovní a s prameny pěti hlavních řek.
2023
 http://whc.unesco.org/en/list/111
12. Melka Kunture a Balchit: Archeologická a paleontologická naleziště v oblasti Highland v Etiopii
Melka Kunture and Balchit: Archaeological and Palaeontological Sites in the Highland Area of Ethiopia
Archeologická a paleontologická naleziště v Etiopské vysočině.
2024
 http://whc.unesco.org/en/list/13

## Gabon

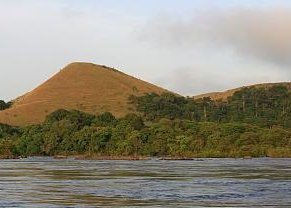
Lopé-Okanda

1. Lopé-Okanda, ekosystém a kulturní krajina
Ecosystem and Relict Cultural Landscape of Lopé-Okanda
Rozhraní mezi hustým tropickým pralesem a savanou, skalní kresby z období od neolitu až po dobu železnou. 
2007
http://whc.unesco.org/en/list/1147
2. Národní park Ivindo
Ivindo National Park
Téměř 3000 km² tropických lesů, mokřadů a bažin. 
2021
http://whc.unesco.org/en/list/1653

## Gambie

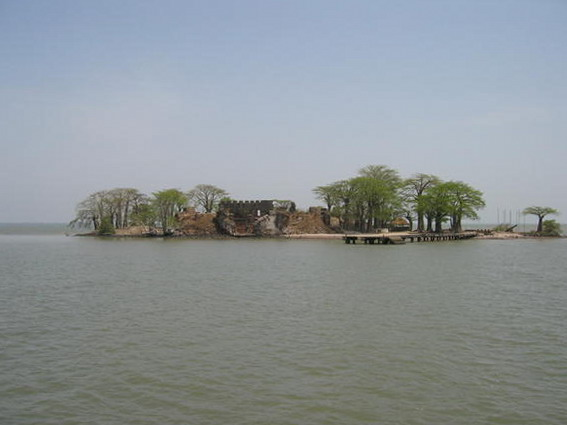
Kunta Kinteho ostrov

1. Kunta Kinteho ostrov
James Island and Related Sites
James Island na řece Gambie poskytuje svědectví o různých stránkách setkávání africké a evropské kultury od 15. do 20. století.
2003
 http://whc.unesco.org/en/list/761
2. Kamenné kruhy v Senegambii
Stone Circles of Senegambia
Čtyři velká naleziště kruhově uspořádaných kamenných sloupů jsou součástí pohřebiště, které vznikalo od 3. století př. n. l. do 16. stol. n. l.
Částečně také v Senegalu, památka č.5.
2006
 http://whc.unesco.org/en/list/1226

## Ghana

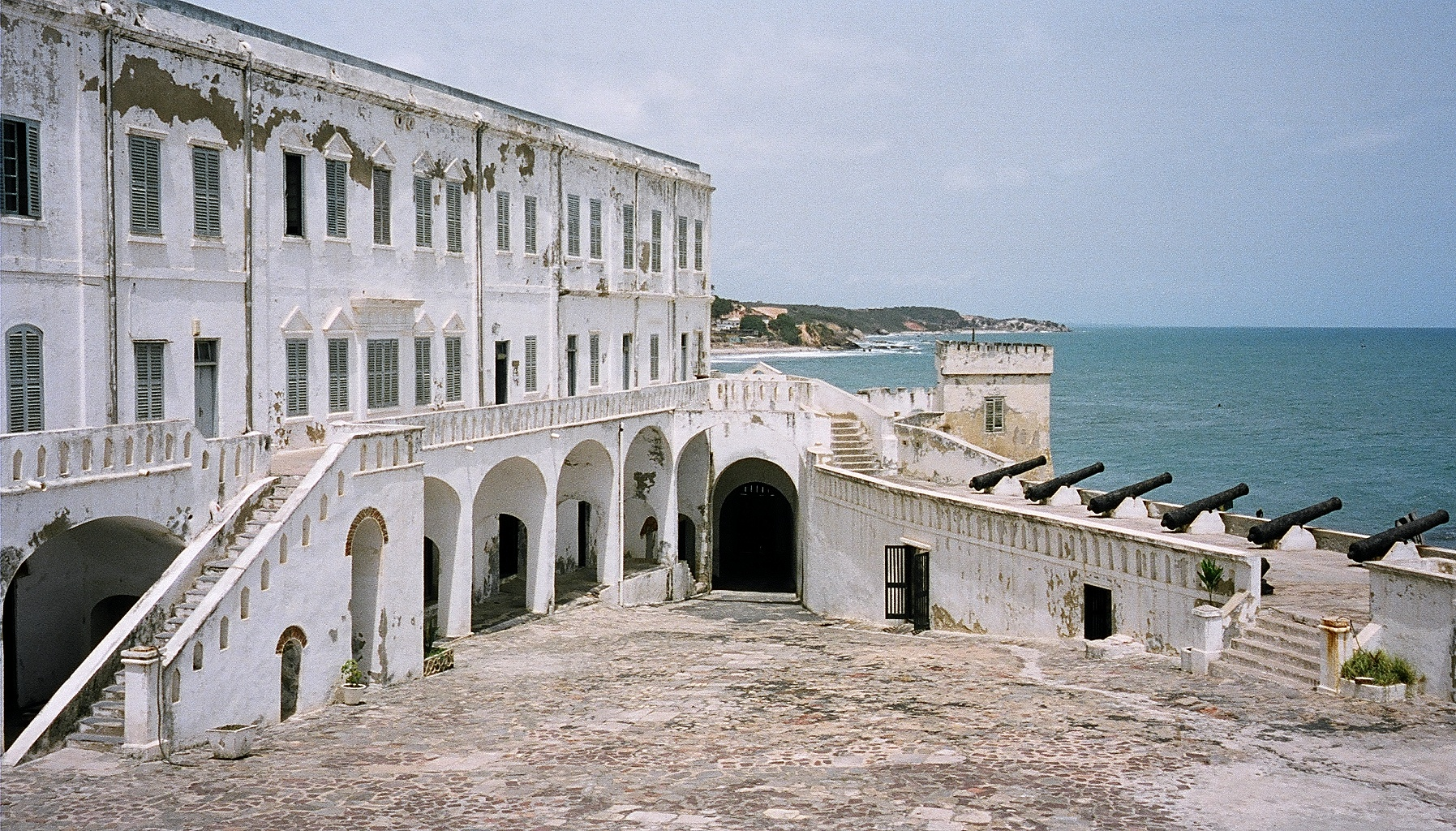
Pevnosti a hrady Ghany

1. Pevnosti a hrady Ghany
Forts and Castles, Volta Greater Accra, Central and Western Regions
Opevněné hrady z 15.–18. století podél ghanského pobřeží jsou zbytky portugalských obchodních center.
1979
 http://whc.unesco.org/en/list/34
2. Tradiční obydlí Ašantů
Asante Traditional Buildings
Zbytky 13 vesnic s tradičními stavbami.
1980
 http://whc.unesco.org/en/list/35

## Guinea

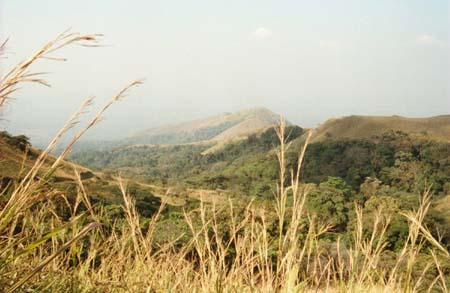
Mount Nimba

1. Přírodní rezervace Mount Nimba
Mount Nimba Strict Nature Reserve
Přísná přírodní rezervace chrání bohatou flóru a faunu.
1981, 1982
 http://whc.unesco.org/en/list/155

## Guinea–Bissau
1. Pobřežní a mořské ekosystémy Bissagoských ostrovů
Coastal and Marine Ecosystems of the Bijagós Archipelago – Omatí Minhô
Biologicky hodnotné ekosystémy vázané na vodu s bohatou faunou a florou.
2025
 https://whc.unesco.org/en/list/1431

## Jihoafrická republika

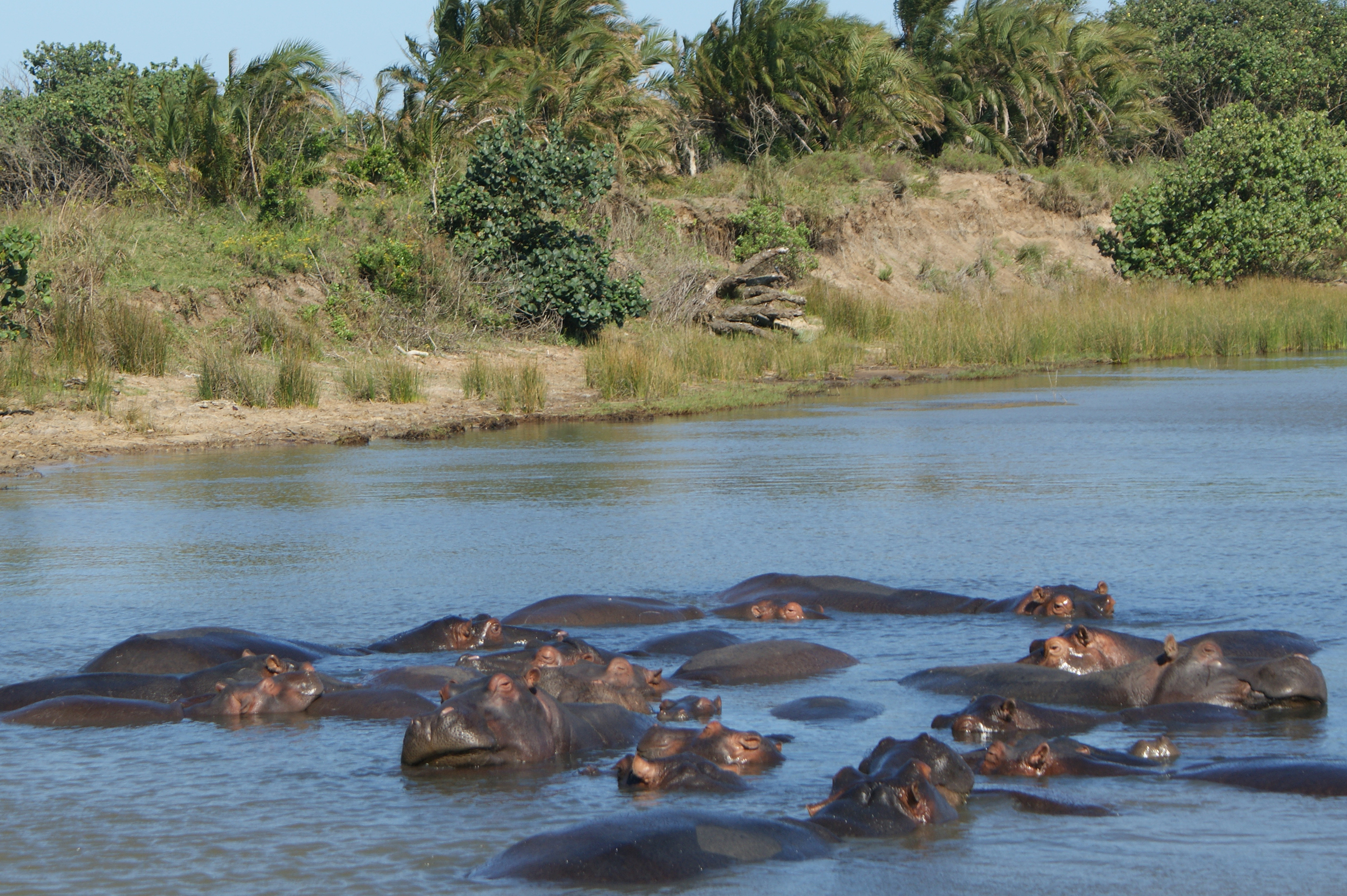
Národní park iSimangaliso

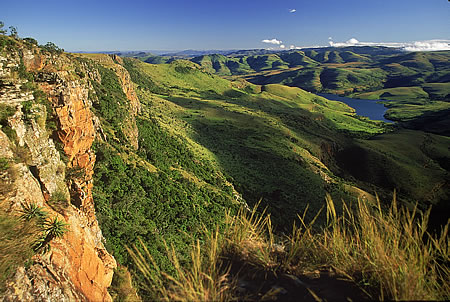
Park Ukhahlamba – Drakensberg

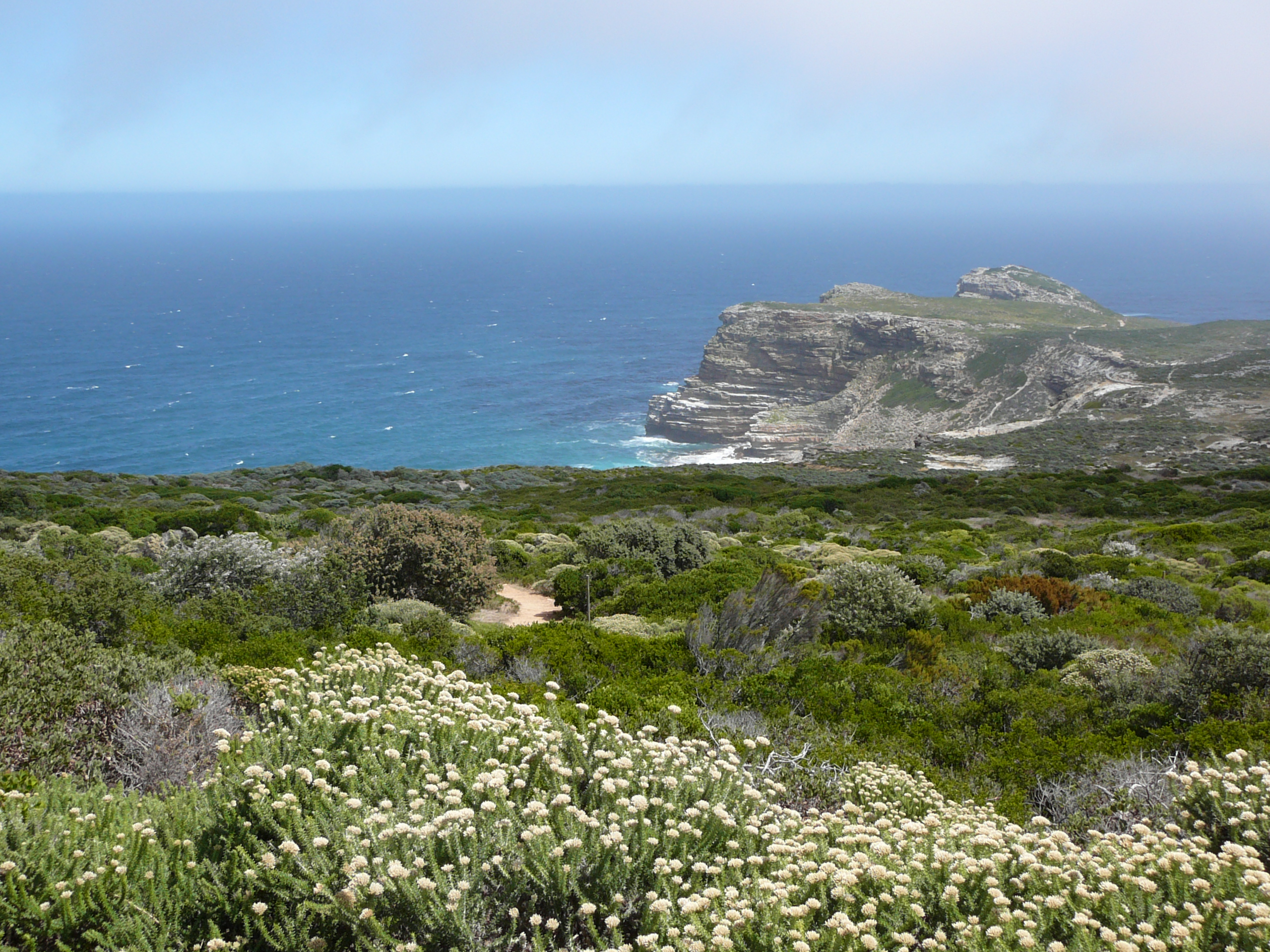
Kapská květinová oblast

1. Naleziště hominidů v Jižní Africe
Fossil Hominid Sites of South Africa
Početné krasové jeskyně a dutiny s bohatými nálezy ostatků pliocenních a pleistocenních homininů, svědčících o vývoji člověka za posledních 3,5 milionu let.
1999, 2005
 http://whc.unesco.org/en/list/915
2. Mokřadní park iSimangaliso – Národní park Maputo
iSimangaliso Wetland Park – Maputo National Park
Říční a mořské procesy vytvořily korálové útesy, písčité pláže, pobřežní duny, jezera a bažiny, rákosové a papyrusové mokřiny.
1999, rozšíření 2025
 http://whc.unesco.org/en/list/914
3. Ostrov Robben Island
Robben Island 
Ostrov Robben byl v různých dobách od 17. po 20. století využíván jako vězení, nemocnice pro společensky nepřijatelné skupiny lidí a jako vojenská základna.
1999
 http://whc.unesco.org/en/list/916
4. Maloti Drakensberg
Maloti-Drakensberg Park
Park Drakensberg zahrnuje mnoho jeskyní a převisů, v nichž najdete skalní kresby vytvořené lidem San během 4000 let.
2000, rozšíření 2013
 http://whc.unesco.org/en/list/985
5. Kulturní krajina Mapungubwe
Mapungubwe Cultural Landscape
Rozlehlá otevřená savana na soutoku řek Limpopo a Shashe, kde v letech 900 až 1300 vzkvétalo největší království v celé jižní Africe.
2003
 http://whc.unesco.org/en/list/1099
6. Chráněná území kapské květenné říše
Cape Floral Region Protected Areas
Jedno z nejbohatších území na výskyt rostlin na světě: jeho rozloha činí pouze 0,5 % rozlohy Afriky, ale nachází se zde 20 % její flóry.
2004, rozšíření 2015
 http://whc.unesco.org/en/list/1007
7. Kráter Vredefort
Vredefort Dome
Největší známý meteoritický kráter cca 120 km jihovýchodně od Johannesburgu
2005
 http://whc.unesco.org/en/list/1162
8. Richtersveld – kulturní krajina s botanickými unikáty
Richtersveld Cultural and Botanical Landscape
Horská a pouštní krajina na severozápadu země obývaná po 2000 let nomádským kmenem Nama. 
2007
http://whc.unesco.org/en/list/1265
9. Kulturní krajina ǂKhomani
ǂKhomani Cultural Landscape
Ve zdejší písečné krajině lze nalézt důkazy o lidském osídlení oblasti již v době kamenné.
2017
 http://whc.unesco.org/en/list/1545
10. Pohoří Barberton Makhonjwa
Barberton Makhonjwa Mountains
Pohoří představuje nejlépe zachovaný pozůstatek vulkanických a sedimentárních materiálů vzniklých před 3,6 až 3,25 biliony let.
2018
https://whc.unesco.org/en/list/1575
11. Lidská práva, osvobození a usmíření: Pamětní místa Nelsona Mandely
Human Rights, Liberation and Reconciliation: Nelson Mandela Legacy Sites
Skupina 14 pamětních míst, která připomínají boj za ukončení apartheidu a vznik postkoloniálního národa.
2024
https://whc.unesco.org/en/list/1676
12. Vznik moderního lidského chování: Pleistocenní sídelní místa Jižní Afriky
The Emergence of Modern Human Behaviour: The Pleistocene Occupation Sites of South Africa
Pleistocenní naleziště v jeskyních a skalních přístřešků na různých místech obsazených společnostmi v doby kamenné.
2024
https://whc.unesco.org/en/list/1723

## Kamerun

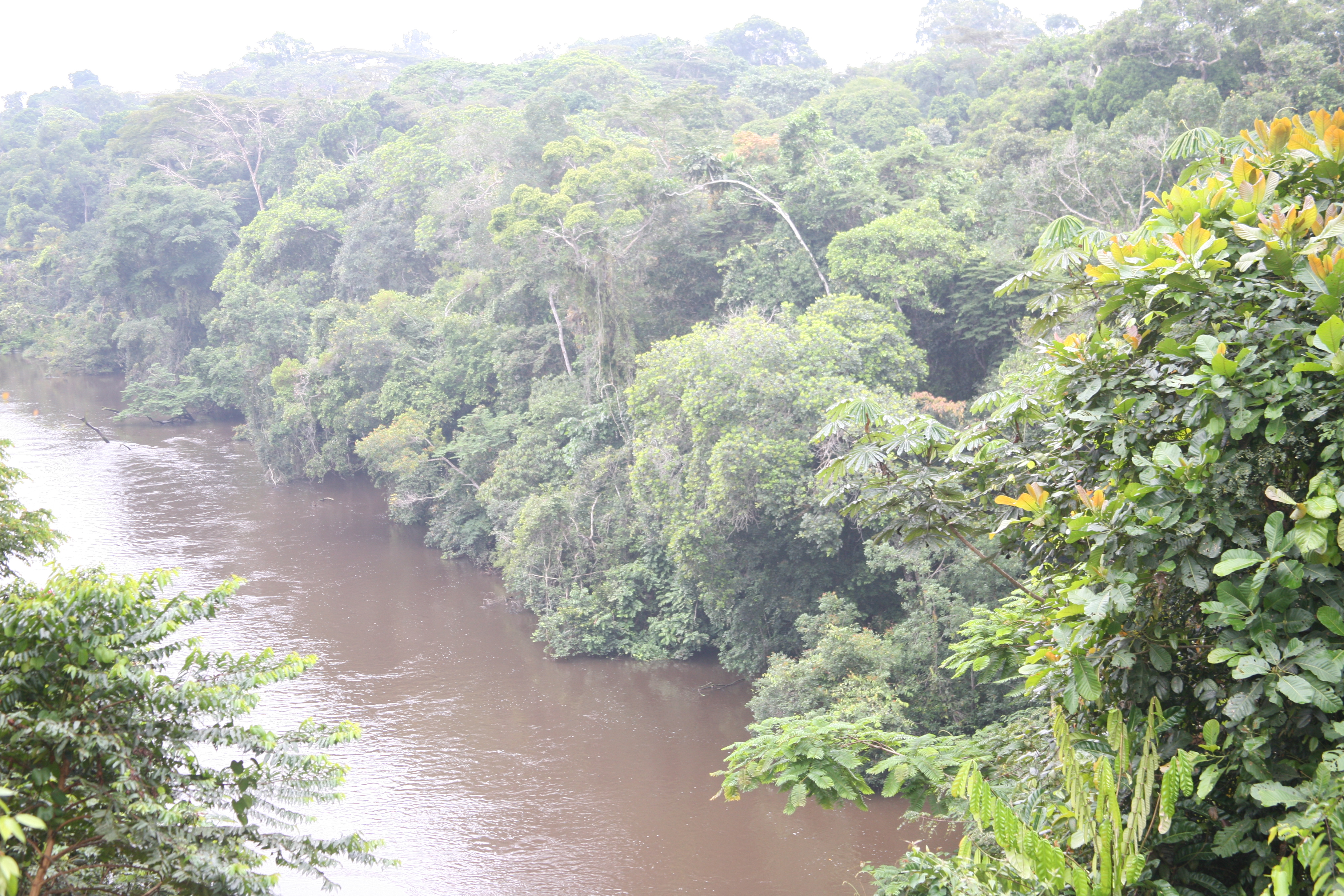
Dja Fauna

1. Rezervace Dja
Dja Faunal Reserve
Jeden z největších, nejlépe chráněných a zachovalých deštných lesů v Africe.
1987
 http://whc.unesco.org/en/list/407
2. Sangha Trinational
Sangha Trinatiofnal
Tři národní parky na trojmezí Středoafrické republiky, Kamerunu a Konga se souhrnnou rozlohou více než 750 000 ha.
2012
http://whc.unesco.org/en/list/1380
3. Kulturní krajina Diy-Gid-Biy v pohoří Mandara
Diy-Gid-Biy Cultural Landscape of the Mandara Mountains
16 archeologických lokalit s kamennými stavbami pravděpodobně z období od 12. do 17. století.
2025
https://whc.unesco.org/en/list/1745

## Kapverdy

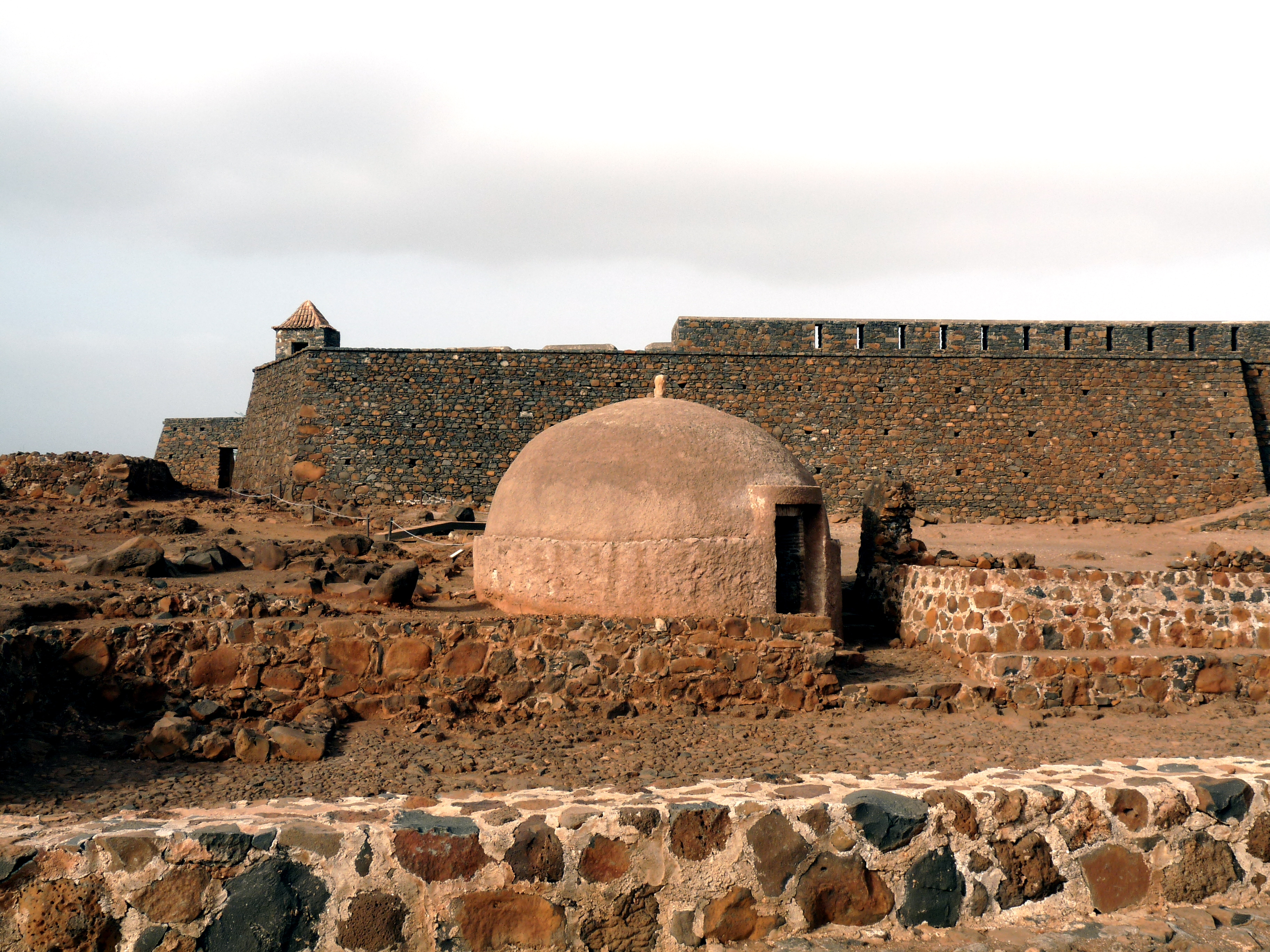
Cidade Velha

1. Cidade Velha
Cidade Velha, Historic Centre of Ribeira Grande
Historické centrum pocházející z 15. století, ukázka evropské koloniální architektury 
2009
 http://whc.unesco.org/en/list/1310

## Keňa

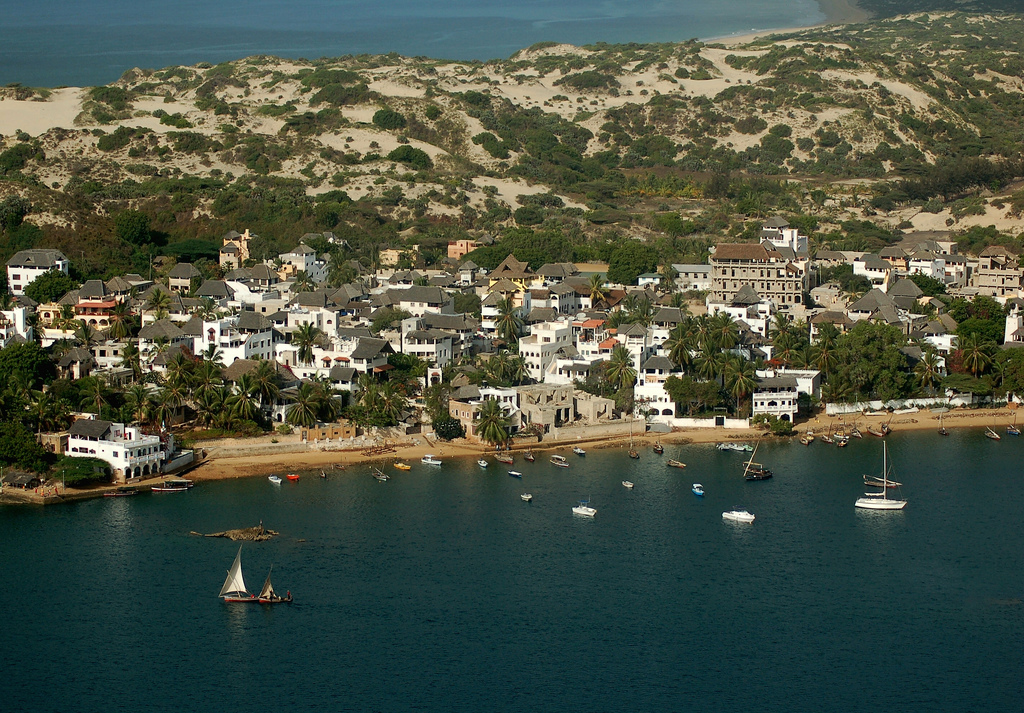
Lamu

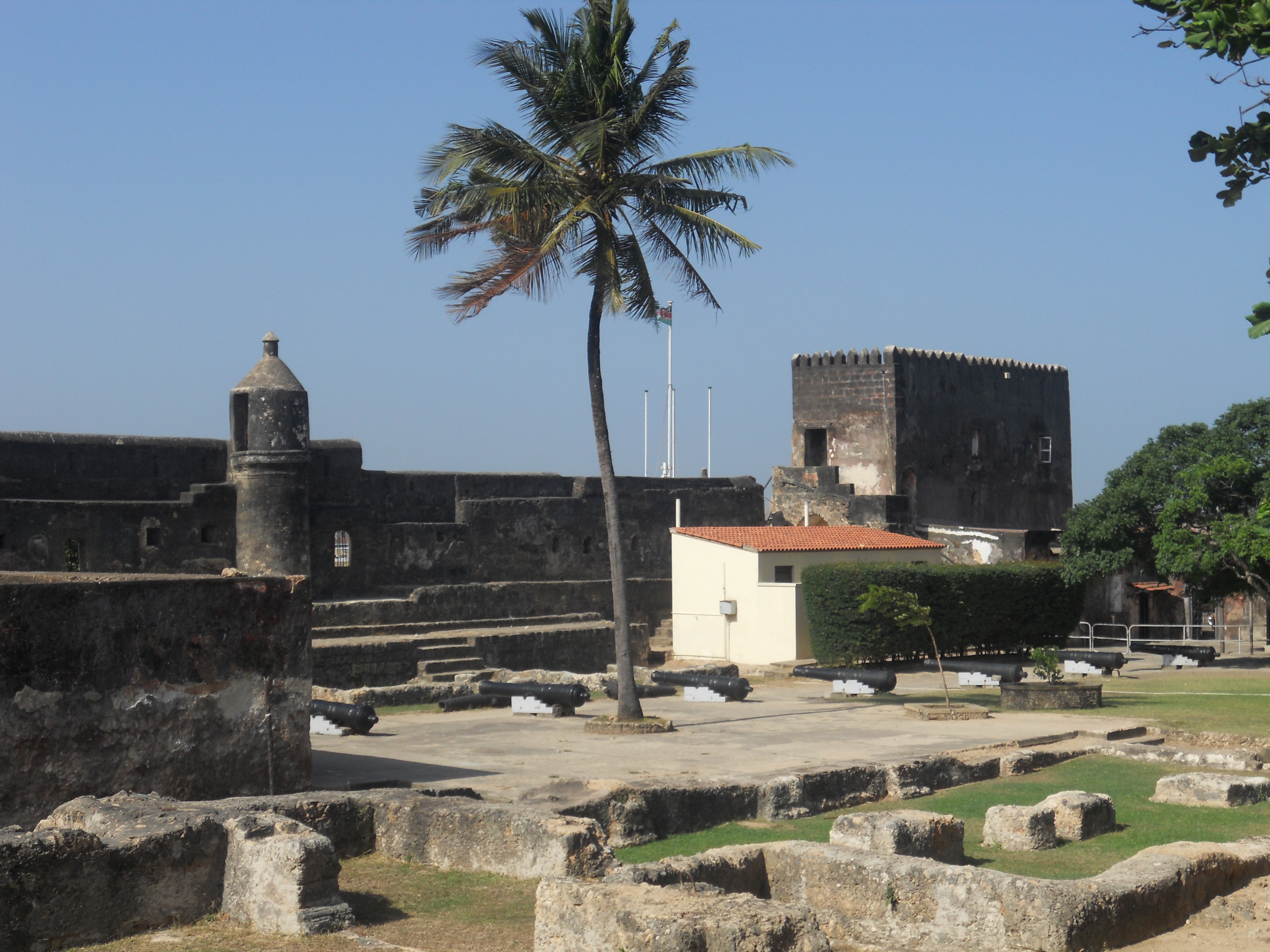
Pevnost Fort Jesus

1. Národní parky v okolí jezera Turkana
Lake Turkana National Parks
Nejslanější z velkých jezer Afriky. Tři národní parky jsou místem odpočinku pro tažné vodní ptáky, páří se zde nilští krokodýlové, hroši a mnoho druhů jedovatých hadů.
1997, 2001
 http://whc.unesco.org/en/list/801
2. Národní park Mount Kenya
Mount Kenya National Park / Natural Forest
Vysokohorská rezervace okolo druhé nejvyšší hory Afriky Mount Kenya (5199 m).
1997, rozšíření 2013
 http://whc.unesco.org/en/list/800
3. Lamu
Lamu Old Town
Nejstarší a nejlépe zachovaná svahilská osada ve východní Africe, která si dosud zachovává svůj tradiční styl života.
2001
 http://whc.unesco.org/en/list/1055
4. Mijikenda Kaya Forests
Sacred Mijikenda Kaya Forests
2008
http://whc.unesco.org/en/list/1231/
5. Pevnost Fort Jesus
Fort Jesus, Mombasa
Pevnost vystavěná Portugalci na konci 16. století.
2011
http://whc.unesco.org/en/list/1295
6. Keňský jezerní systém ve Velké příkopové propadlině
Kenya Lake System in the Great Rift Valle
Oblast obývají rozsáhlé populace savců včetně černého nosorožce, žirafy Rothschildovy a kudu většího
2011
http://whc.unesco.org/en/list/1060
7. Archeologické naleziště Thimlich Ohinga
Thimlich Ohinga Archaeological Site
Pozůstatky lidského osídlení patrně pocházející z 16. století sestávají především ze suchých kamenných zdí.
2018
http://whc.unesco.org/en/list/1450
8. Historické město a archeologické naleziště Gedi
The Historic Town and Archaeological Site of Gedi
Pozůstatky kdysi jednoho z nejdůležitějších svahilských měst na východoafrickém pobřeží založeno v 10. století.
2024
http://whc.unesco.org/en/list/1720

## Konžská demokratická republika

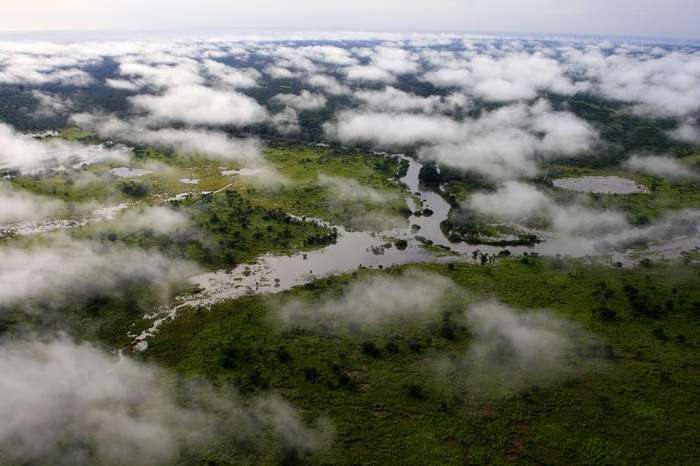
Garamba

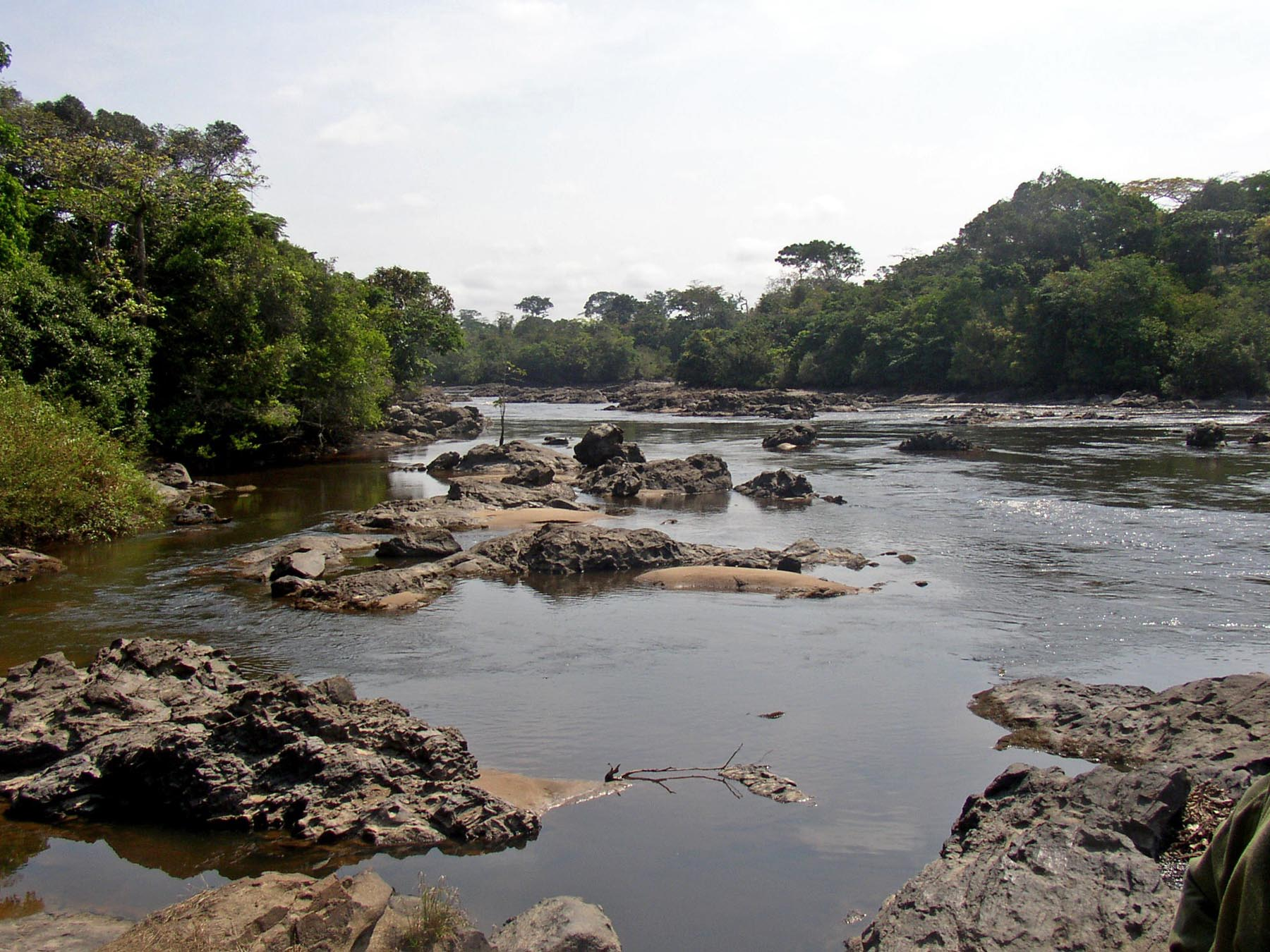
Okapi

1. Národní park Virunga
Virunga National Park
Národní park, který zahrnuje bažiny, savany i lávová pole na svazích vulkánů.
1979
 http://whc.unesco.org/en/list/63
2. Garamba
Garamba National Park
Národní park zahrnuje savany a bažiny a chrání především velké savce.
1980
 http://whc.unesco.org/en/list/136
3. Kahuzi-Biega
Kahuzi-Biega National Park
V národnímu parku v oblasti tropického deštného lesa okolo dvou vyhaslých sopek žijí horské gorily.
1980
 http://whc.unesco.org/en/list/137
4. Salonga
Salonga National Park
Největší rezervace v tropických deštných lesích je přístupná pouze po vodě. Žije zde mnoho endemitických druhů fauny.
1984
 http://whc.unesco.org/en/list/280
5. Přírodní rezervace Okapi
Okapi Wildlife Reserve
Rezervace chránící faunu, zvláště ohrožené druhy primátů a ptáků. Žijí v ní Pygmejové.
1996
 http://whc.unesco.org/en/list/718

## Konžská republika
1. Sangha Trinational

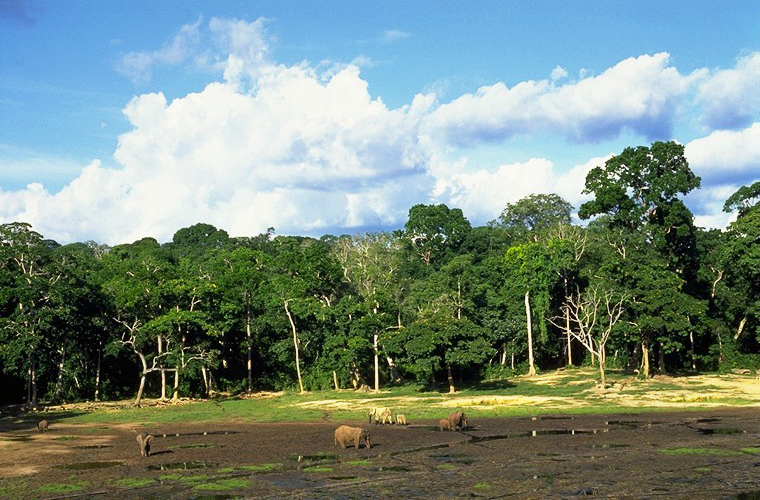
Sangha Trinational
Tři národní parky na trojmezí Středoafrické republiky, Kamerunu a Konga se souhrnnou rozlohou více než 750 000 ha.
2012
http://whc.unesco.org/en/list/1380
2. Lesní masiv Odzala-Kokoua
Forest Massif of Odzala-Kokoua
Národní park s ekosystémy suchého lesa, savany a deštného pralesa.
2023
http://whc.unesco.org/en/list/692

## Lesotho
1. Maloti Drakensberg
Maloti Drakensberg Tranboundary World Heritage Site
Park Drakensberg zahrnuje mnoho jeskyní a převisů, v nichž najdete skalní kresby vytvořené lidem San během 4000 let.
2000, rozšíření 2013
 http://whc.unesco.org/en/list/985

## Madagaskar

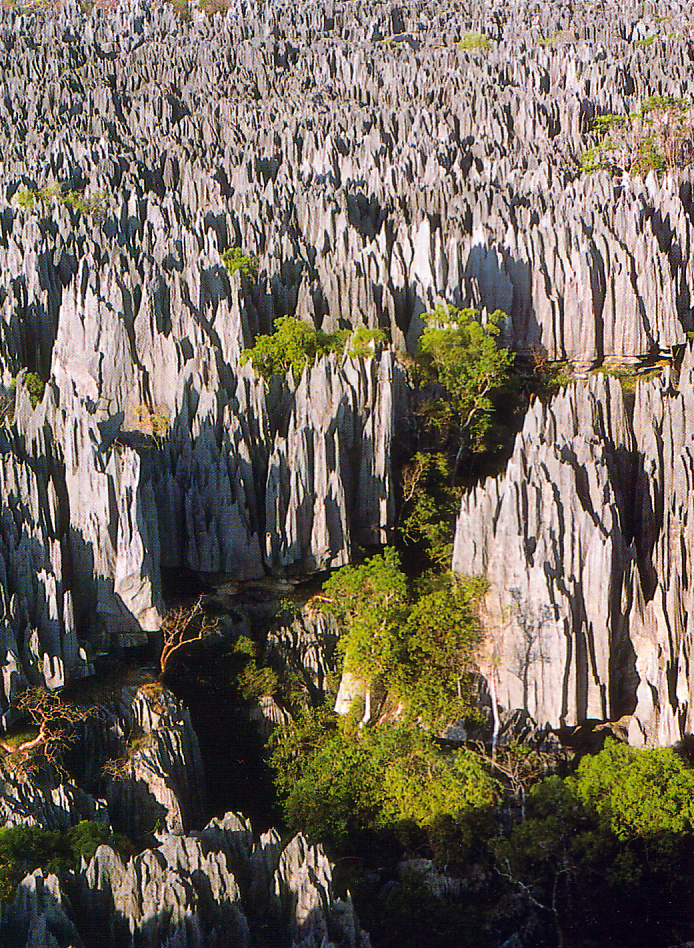
Tsingy de Bemaraha

1. Suché lesy Andrefana
Andrefana Dry Forests
Skupina chráněných území zahrnuje krasovou oblast, suché tropicé lesy i mangrovníkové bažiny.
1990, 2023
 http://whc.unesco.org/en/list/494
2. Královská hora Ambohimanga
Royal Hill of Ambohimanga
500 let staré královské město, pohřebiště a komplex posvátných míst.
2001
 http://whc.unesco.org/en/list/950
3. Deštné lesy Atsinanana
Rainforests of the Atsinanana
Šest národních parků, které chrání pralesy důležité pro uchování endemitických druhů madagaskarské fauny a flory. 
2007
http://whc.unesco.org/en/list/1257

## Malawi

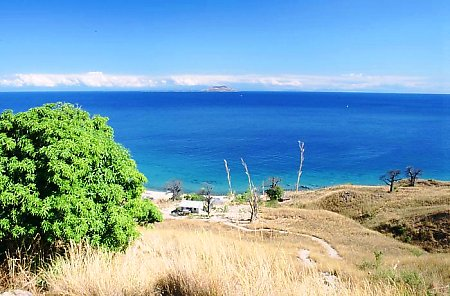
Jezero Malawi

1. Národní park Jezero Malawi
Lake Malawi National Park
Jezerní národní park chrání stovky druhů ryb.
1984
 http://whc.unesco.org/en/list/289
2. Skalní malby v Chongoni
Chongoni Rock Art Area
Největší koncentrace skalních maleb z pozdní doby kamenné ve střední Africe. Na náhorní plošině o rozloze 126,4 km² se nachází 127 nalezišť.
2006
 http://whc.unesco.org/en/list/476
3. Kulturní krajina Mount Mulanje
Mount Mulanje Cultural Landscape
Krajina okolo hory Mount Mulanje, posvátná pro etnika Lao, Mang’anja, a Lhomwe
2025
 https://whc.unesco.org/en/list/1201

## Mali

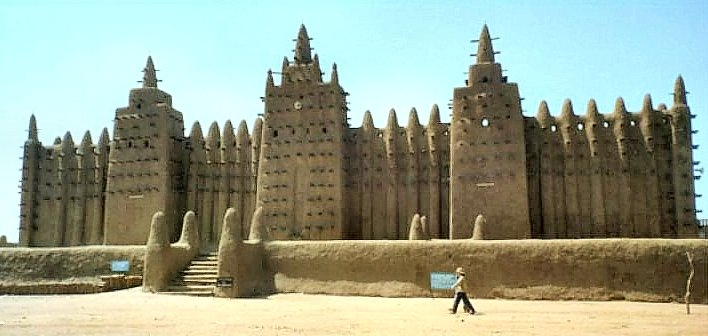
Djenné

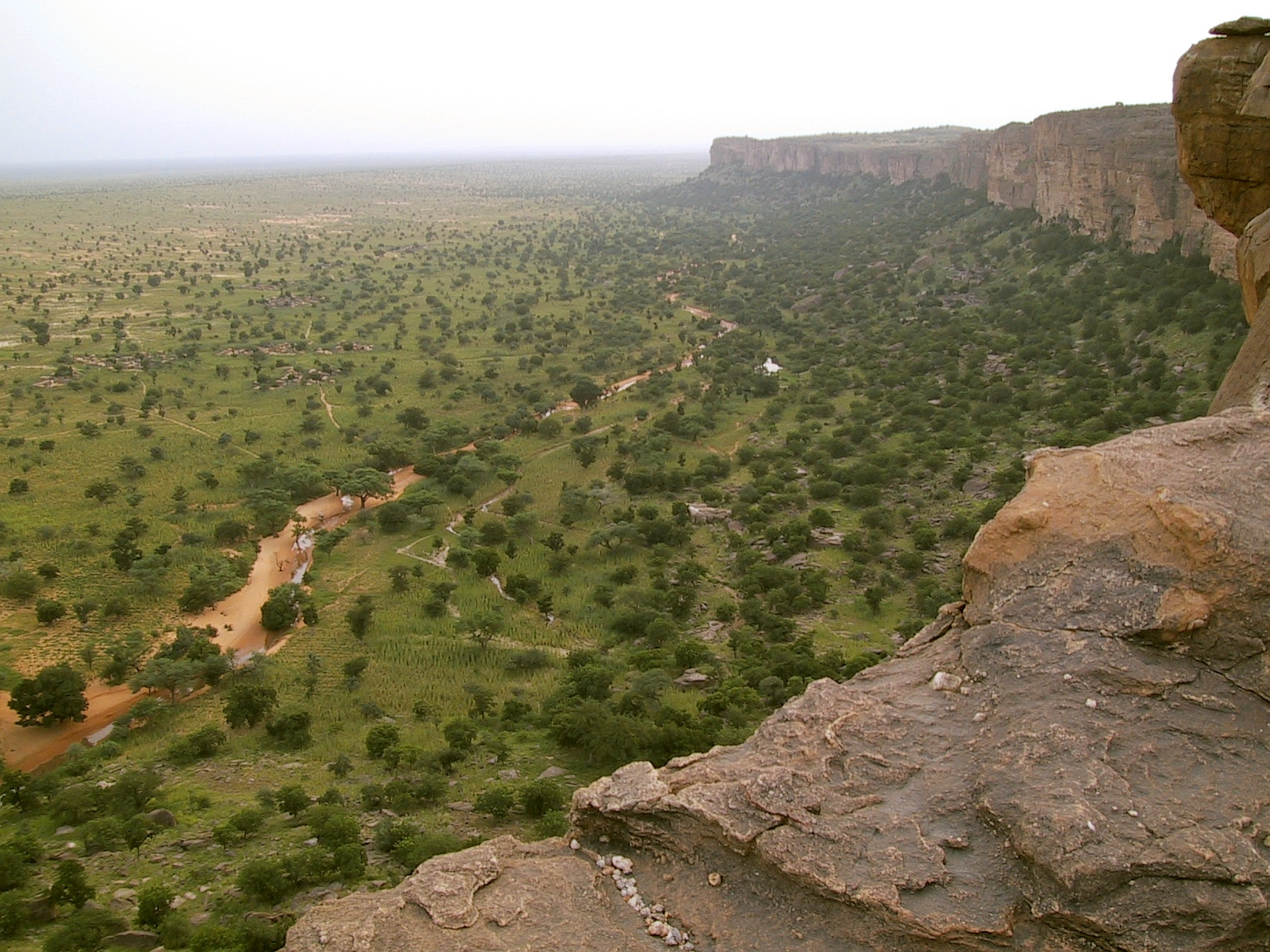
Útes Bandiagara

1. Djenné
Old Towns of Djenné
Město staré přes 2 000 let, středisko obchodu a jedno z duchovních center islámu.
1988
 http://whc.unesco.org/en/list/116
2. Timbuktu
Timbuktu 
Duchovní centrum šíření islámu, má řadu islámských památek.
1988
 http://whc.unesco.org/en/list/119
3. Země Dogonů a Útes Bandiagara
Cliff of Bandiagara – Land of the Dogons
Útesy a stavební památky na nich postavené.
1989
 http://whc.unesco.org/en/list/516
4. Hrobka Askíja
Tomb of Askia
17 metrů vysokou pyramidovou stavbu vystavěl r. 1495 Askia Mohamed, vládce říše Songhaj, v jejím hlavním městě Gao.
2004
 http://whc.unesco.org/en/list/1139

## Mauricius
1. Aapravasi Ghat

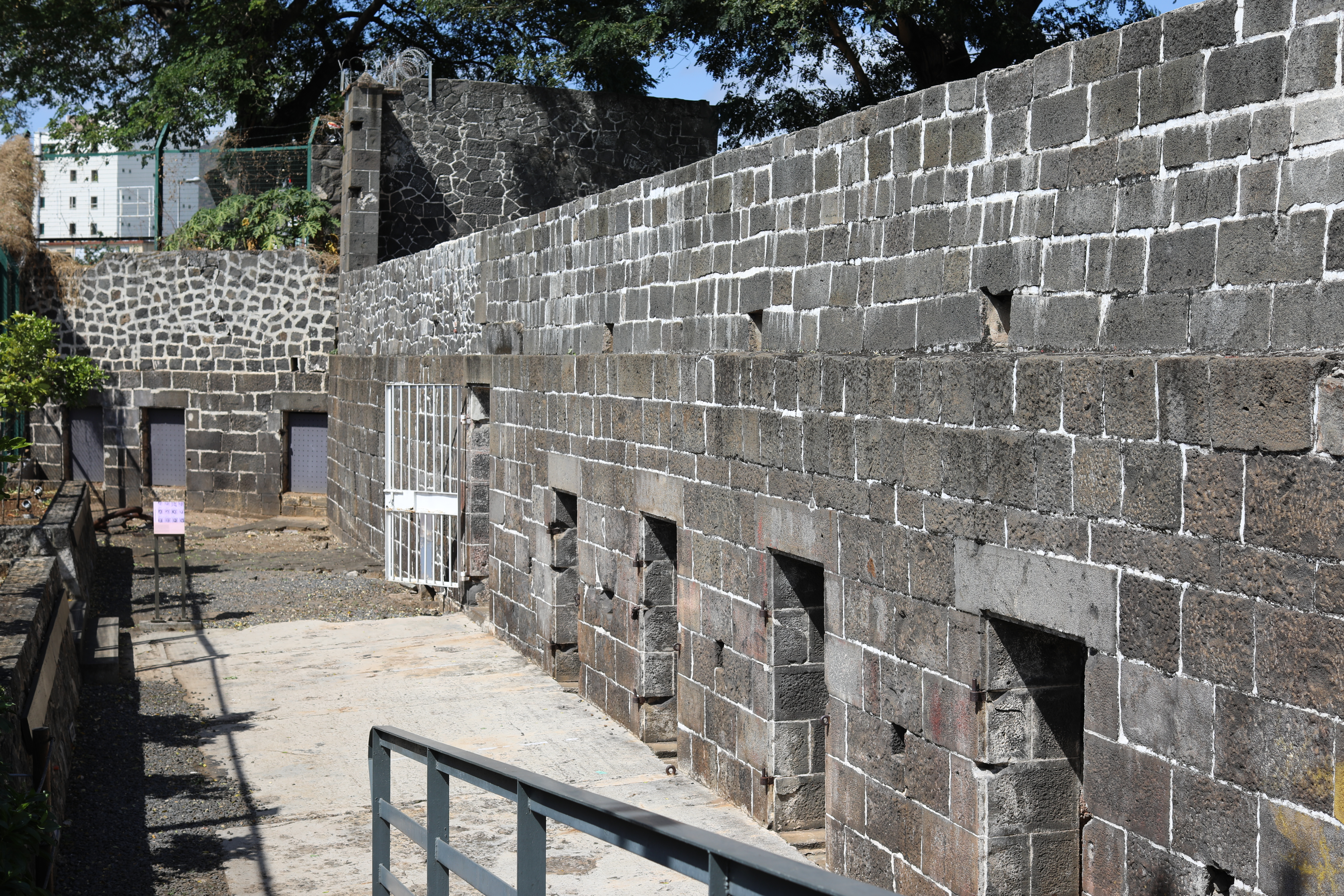
Aapravasi Ghat
Ubytovny indických sezónních dělníků, kterými britská vláda nahradila otrockou práci. V letech 1834 až 1920 jimi prošlo téměř půl milionu lidí.
2006
 http://whc.unesco.org/en/list/1227
2. Le Morne
Le Morne Cultural Landscape
2008
http://whc.unesco.org/en/list/1259/

## Mosambik

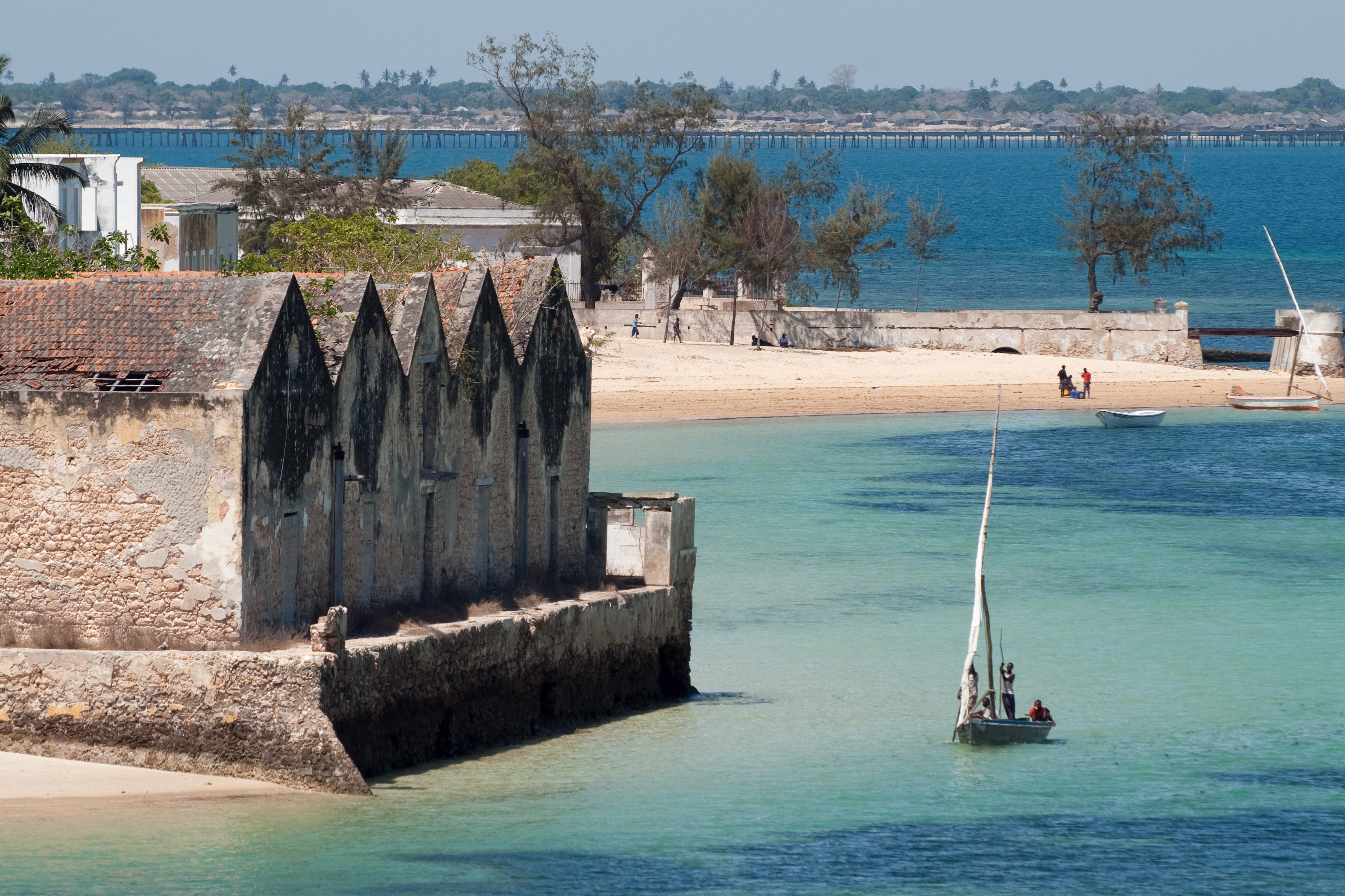
Ostrov Mosambik

1. Ostrov Mosambik
Island of Mozambique
Opevněné město na stejnojmenném ostrově bývalo obchodním střediskem Portugalců.
1991
 http://whc.unesco.org/en/list/599
2. Mokřadní park iSimangaliso – Národní park Maputo
iSimangaliso Wetland Park – Maputo National Park
Říční a mořské procesy vytvořily korálové útesy, písčité pláže, pobřežní duny, jezera a bažiny, rákosové a papyrusové mokřiny.
1999, rozšíření 2025
 http://whc.unesco.org/en/list/914

## Namibie

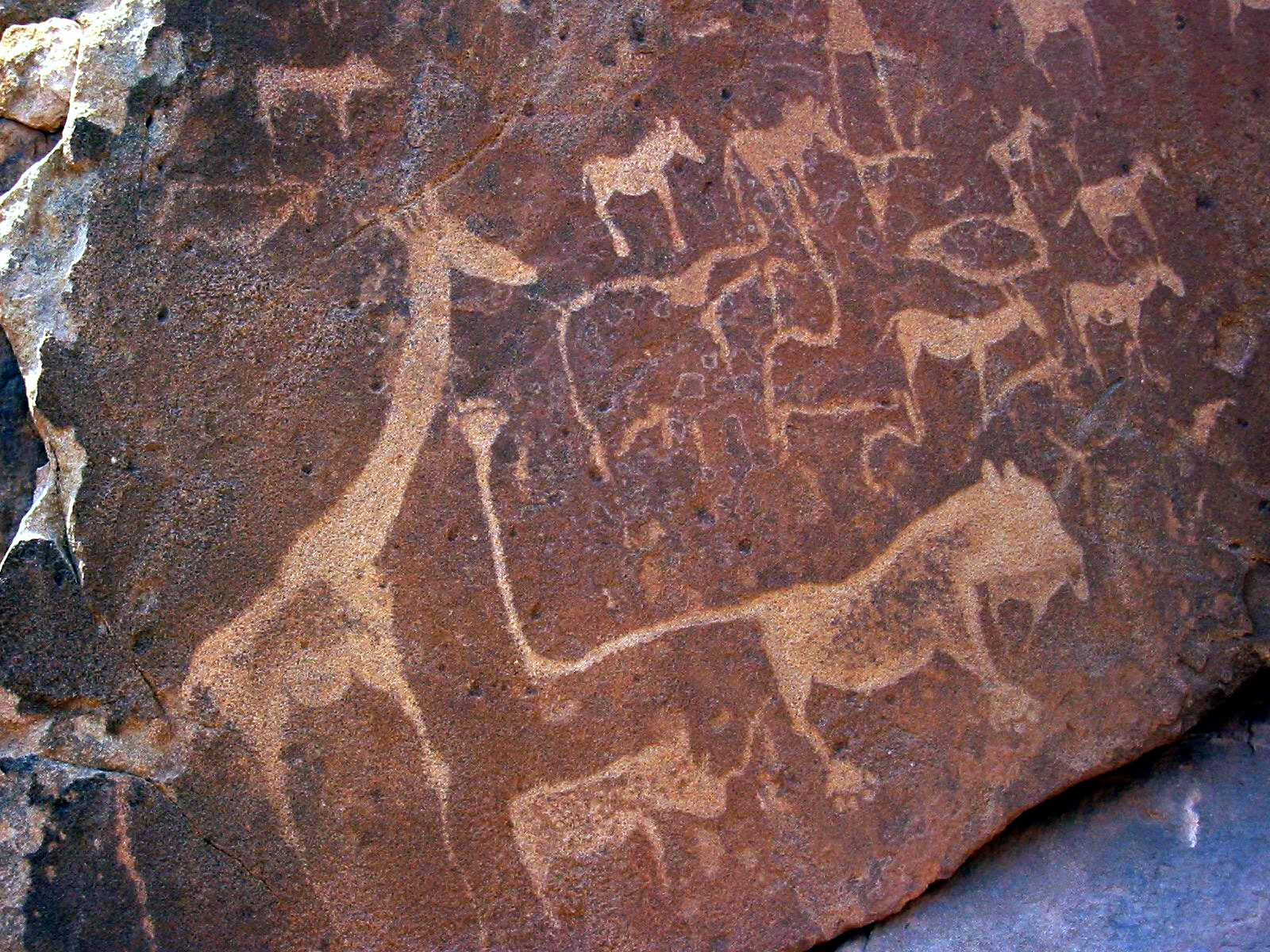
Twyfelfontein

1. Twyfelfontein
Twyfelfontein or /Ui-//aes
Oblast se skalními kresbami vzniklými kolem roku 1000 n. l. 
2007
http://whc.unesco.org/en/list/1255
2. Namibijské písečné moře
Namib Sand Sea
Písečné duny na pobřeží Atlantiku.
2013
http://whc.unesco.org/en/list/1430

## Niger

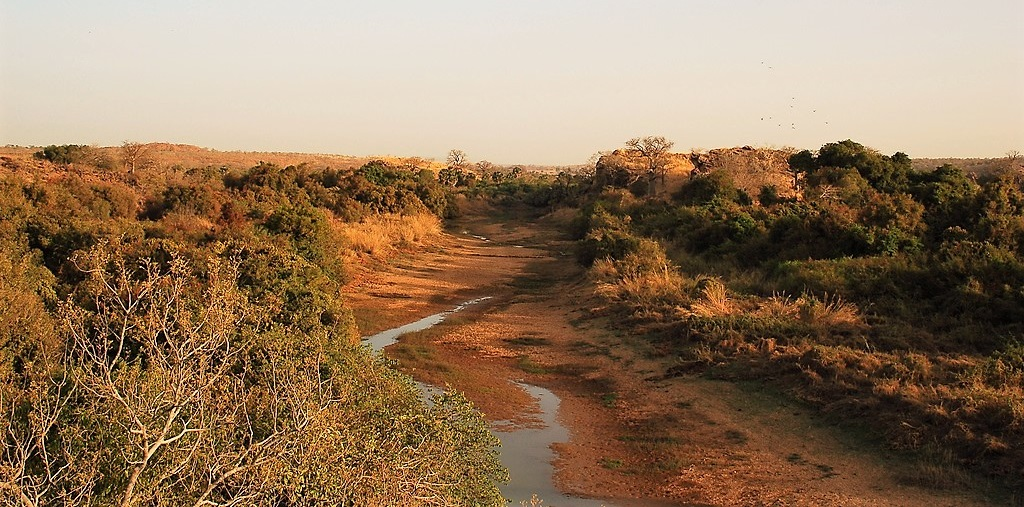
Národní park W

1. Přírodní rezervace Aïr a Ténéré
Air and Ténéré Natural Reserves 
Dvě přírodní rezervace, které jsou největším chráněným územím v Africe.
1991
 http://whc.unesco.org/en/list/573
2. Chráněná území W-Arly-Pendjari
W-Arly-Pendjari Complex
Chráněná území ekoregionu tzv. súdánsko-sahelské savany na pomezí Beninu, Nigeru a Burkiny Faso.
1996, 2017
http://whc.unesco.org/en/list/749
3. Historické centrum města Agadez
Historic Centre of Agadez
Vstupní brána do saharské pouště, historické město z 15. a 16. století.
2013
http://whc.unesco.org/en/list/1268

## Nigérie

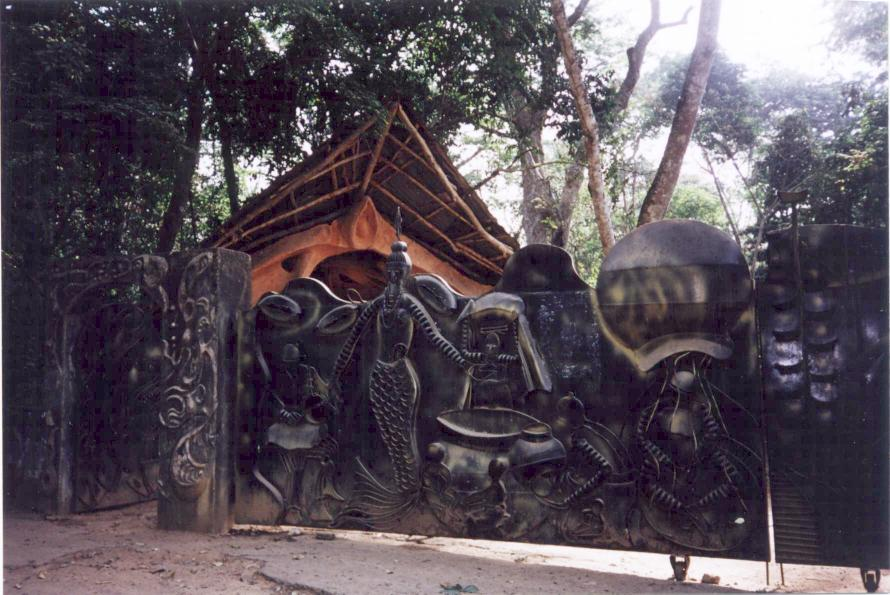
Posvátný háj Osun-Osogbo

1. Sukur
Sukur Cultural Landscape 
V krajině Sukur se kromě paláce Hidi nacházejí terasovitá pole, jejich posvátné symboly a četné pozůstatky kdysi vzkvétajícího železářského průmyslu.
1999
 http://whc.unesco.org/en/list/938
2. Posvátný háj Osun-Osogbo
Osun-Osogbo Sacred Grove
Posvátný háj s patheonem kmene Yuruba.
2005
 http://whc.unesco.org/en/list/1118

## Pobřeží slonoviny

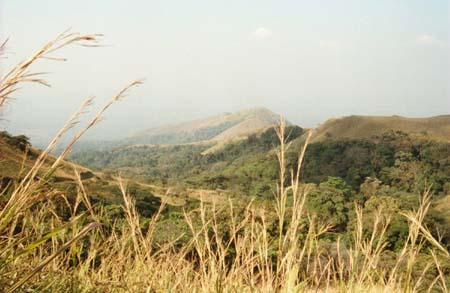
Přírodní rezervace Mount Nimba

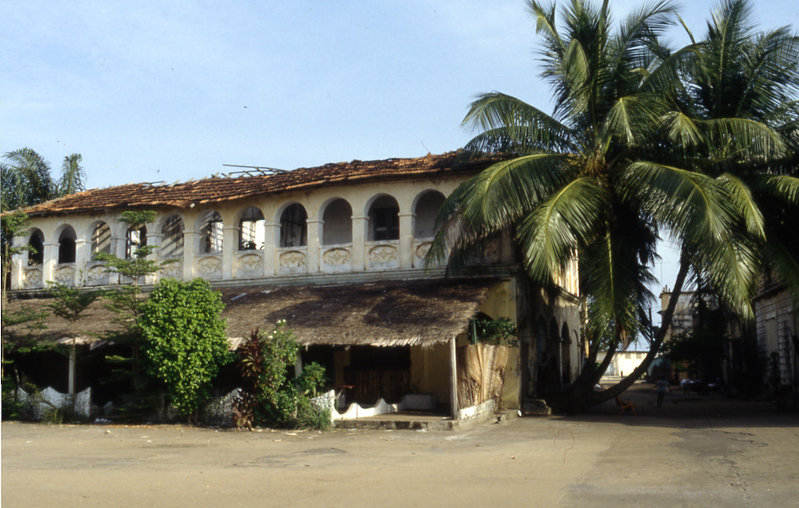
Grand-Bassam

1. Přírodní rezervace Mount Nimba
Mount Nimba Strict Nature Reserve
Přísná přírodní rezervace chrání bohatou flóru a faunu.
1981, 1982
 http://whc.unesco.org/en/list/155
2. Národní park Taï
Taï National Park
Národní park se zbytky původního tropického lesa, chrání ohrožené druhy savců.
1982
 http://whc.unesco.org/en/list/195
3. Národní park Comoé
Comoé National Park 
Národní park zahrnující savany a deštné lesy.
1983
 http://whc.unesco.org/en/list/227
4. Historické město Grand Bassam
Historic town of Grand-Bassam
První hlavní město Pobřeží slonoviny s koloniální architekturou z přelomu 19. a 20. století.
2012
 http://whc.unesco.org/en/list/1322
5. Mešity súdánského stylu na severu Pobřeží slonoviny
Sudanese style mosques in northern Côte d’Ivoire
8 mešit ze 17. až 19. století
2021
 http://whc.unesco.org/en/list/227

## Rwanda

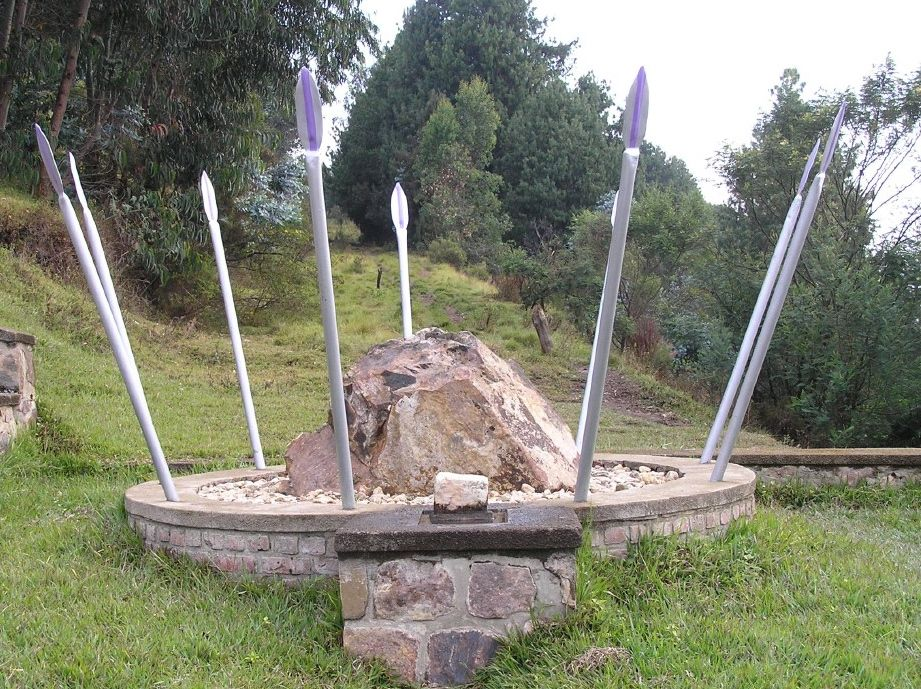
Pamětní místa genocidy: Nyamata, Murambi, Gisozi a Bisesero

1. Pamětní místa genocidy: Nyamata, Murambi, Gisozi a Bisesero
Memorial sites of the Genocide: Nyamata, Murambi, Gisozi and Bisesero
Čtyři památná místa genocidy spáchané na Tutsiích mezi dubnem a červencem 1994.
2023
 http://whc.unesco.org/en/list/1586
2. Národní park Nyungwe
Nyungwe National Park
Národní park s jedním z nejstarších deštných pralesů v Africe, který bohatý na biologickou rozmanitost.
2023
 http://whc.unesco.org/en/list/1697

## Senegal

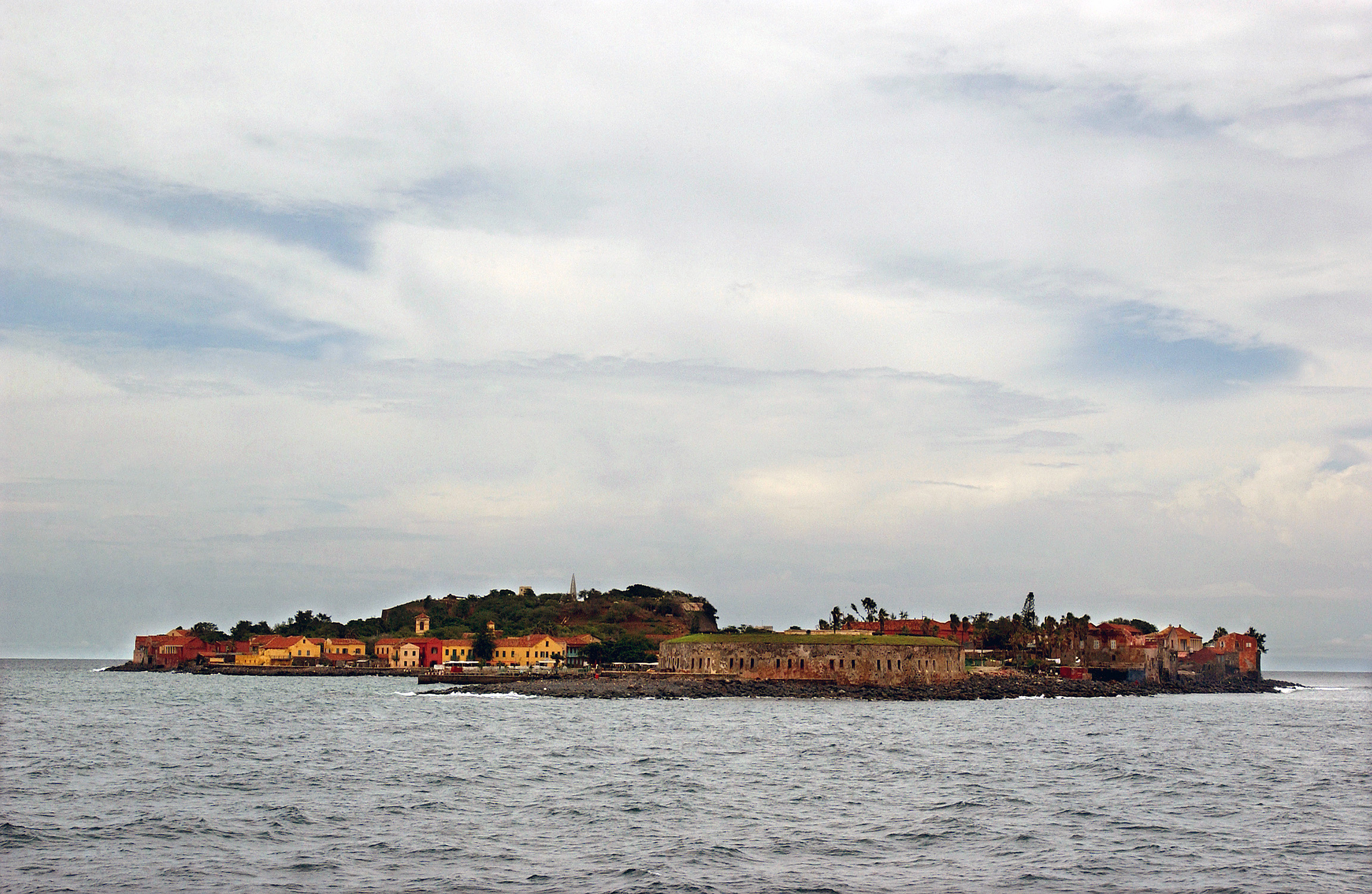
Ostrov Gorée

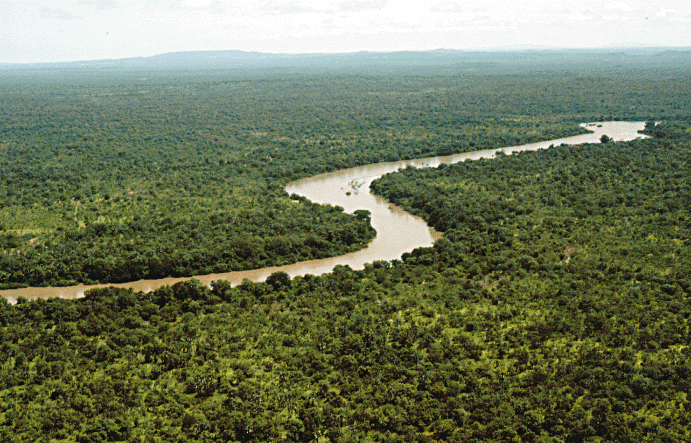
Národní park Niokolo-Koba

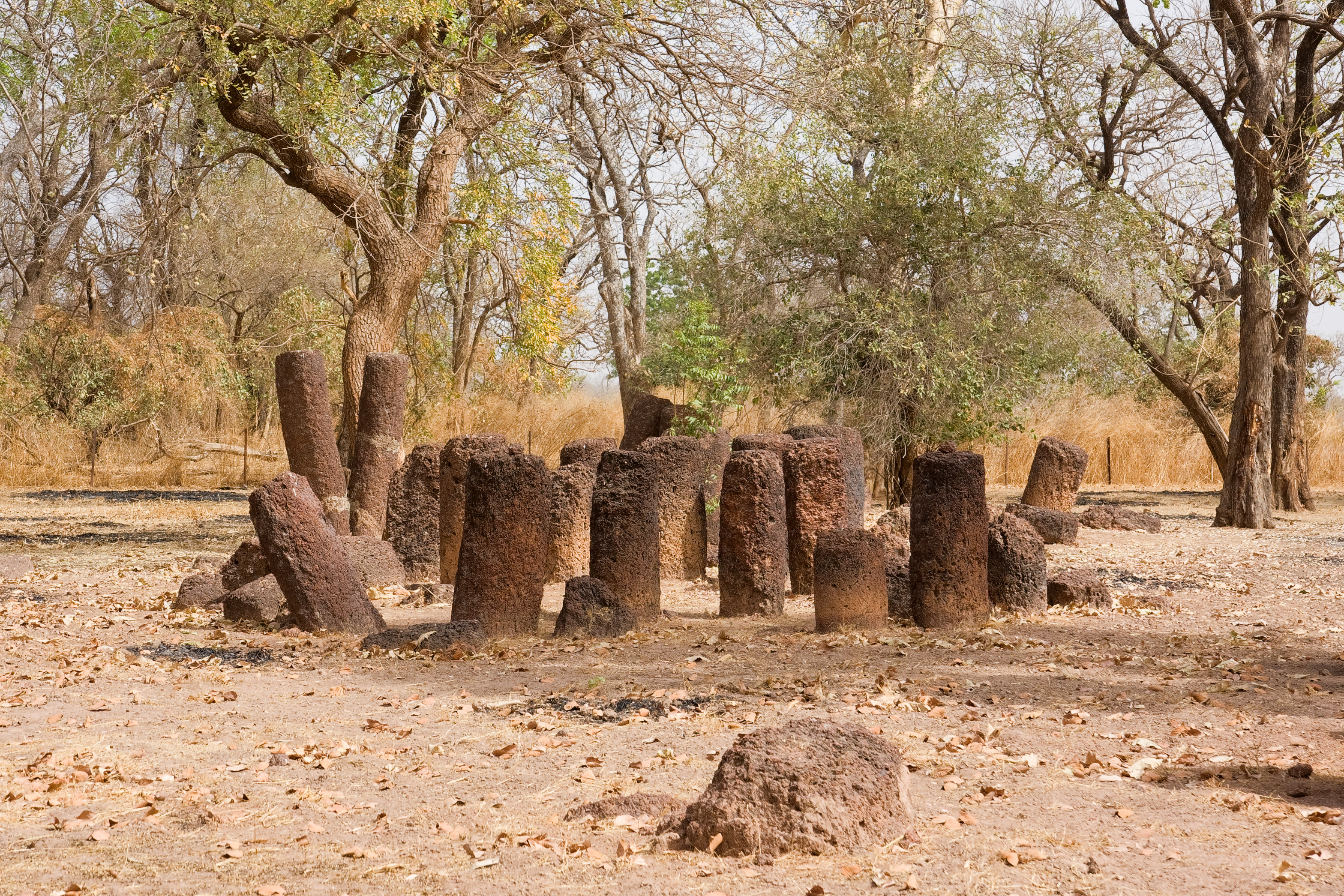
Kamenné kruhy v Senegambii

1. Gorée
Island of Gorée
Ostrov, který byl v 15.–19. století největším trhem s otroky na africkém pobřeží.
1978
 http://whc.unesco.org/en/list/26
2. Djoudj
Djoudj National Bird Sanctuary
Ptačí rezervace v deltě řeky Senegal.
1981
 http://whc.unesco.org/en/list/25
3. Národní park Niokolo-Koba 
Niokolo-Koba National Park
Národní park kolem břehů řeky Gambia chrání bohatou faunu.
1981
 http://whc.unesco.org/en/list/153
4. Saint-Louis
Island of Saint-Louis
Ostrov na kterém se nachází město, které v letech 1872–1957 bývalo hlavním městem Senegalu. Významné je pro svůj pravidelný územní plán, systém nábřeží a charakteristické koloniální architektury.
2000
 http://whc.unesco.org/en/list/956
5. Kamenné kruhy v Senegambii
Stone Circles of Senegambia
Čtyři velká naleziště kruhově uspořádaných kamenných sloupů jsou součástí pohřebiště, které vznikalo od 3. století př. n. l. do 16. stol. n. l.
2006
 http://whc.unesco.org/en/list/1226
6. Delta řeky Saloum
Saloum Delta
Zdejší krajina a příroda je ovlivňována člověkem již více než 2000 let. 
2011
 http://whc.unesco.org/en/list/1226
7. Kraj Bassari, kulturní krajina Bassari, Bedik a Fula
Bassari Country: Bassari, Fula and Bedik Cultural Landscapes
Zdejší kulturní krajina vznikala působením člověka od 11. století, ukazuje symbiotické sžití člověka s okolní krajinou.
2012
 http://whc.unesco.org/en/list/1407

## Seychely

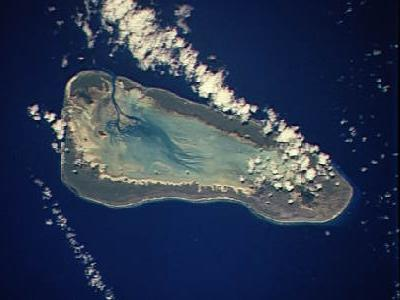
Atol Aldabra

1. Aldabra
Aldabra Atoll
Atol tvořený čtyřmi velkými korálovými ostrovy, v němž žije želva obrovská.
1982
 http://whc.unesco.org/en/list/185
2. Vallée de Mai
Vallée de Mai Nature Reserve
Přírodní rezervace na ostrově Praslin chrání původní přirozený palmový háj.
1983
 http://whc.unesco.org/en/list/261

## Sierra Leone
1. Chráněná území Gola a Tiwai
Gola-Tiwai Complex
Chráněná území bohatá na biologickou rozmanitost.
2025
https://whc.unesco.org/en/list/1746

## Středoafrická republika

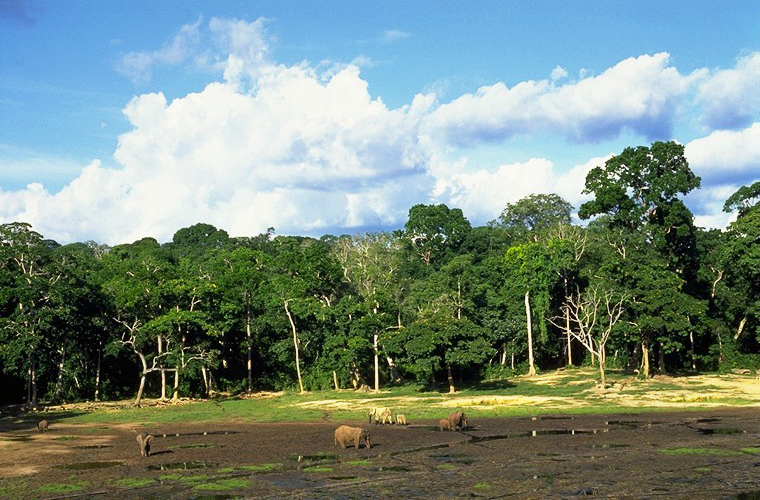
Sangha Trinational

1. Národní park Manovo-Gounda Saint Floris
Manovo-Gounda St Floris National Park
Národní park v oblasti savan a bažin.
1988
http://whc.unesco.org/en/list/475
2. Sangha Trinational
Sangha Trinational
Tři národní parky na trojmezí Středoafrické republiky, Kamerunu a Konga se souhrnnou rozlohou více než 750 000 ha.
2012
http://whc.unesco.org/en/list/1380

## Tanzanie

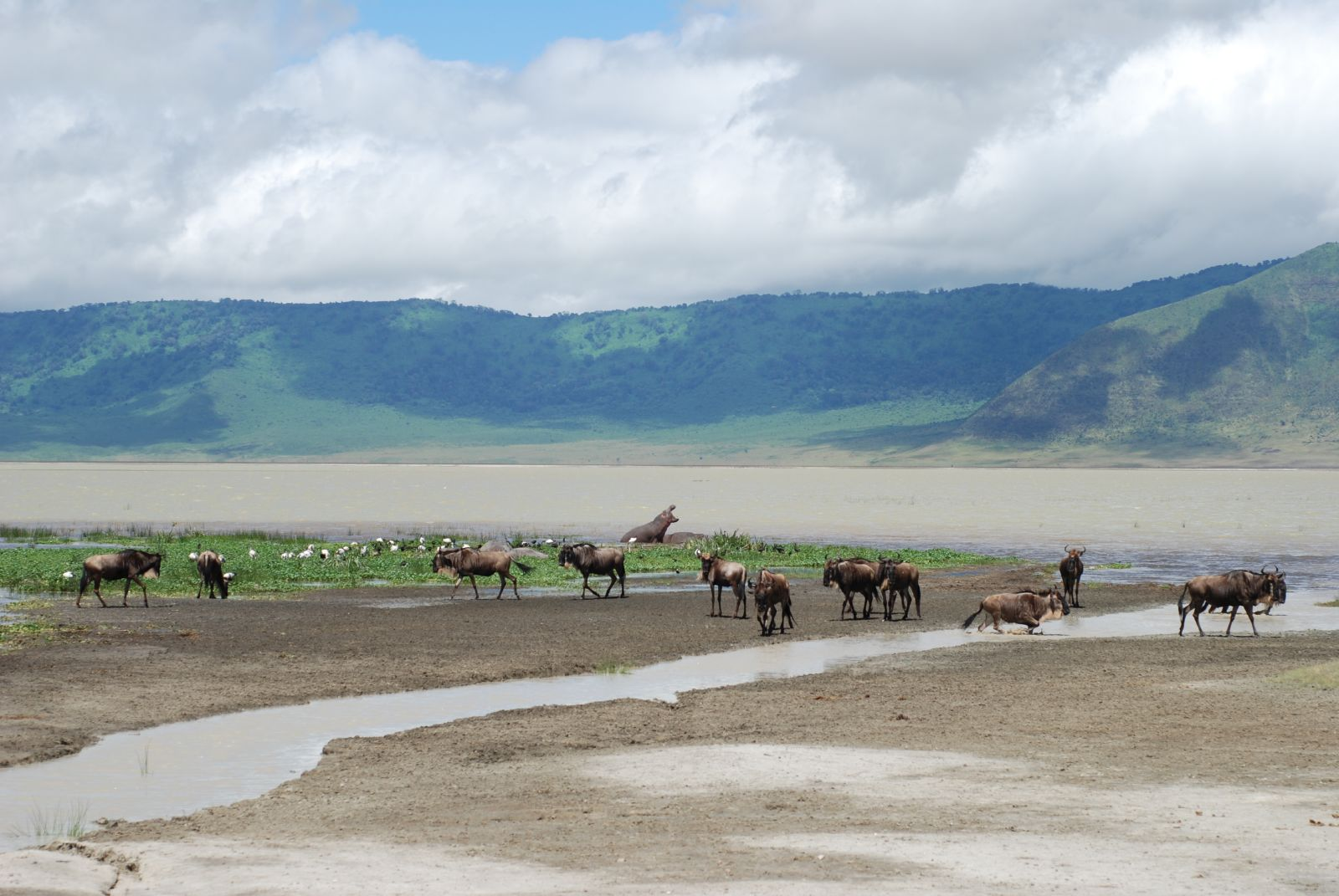
Ngorongoro

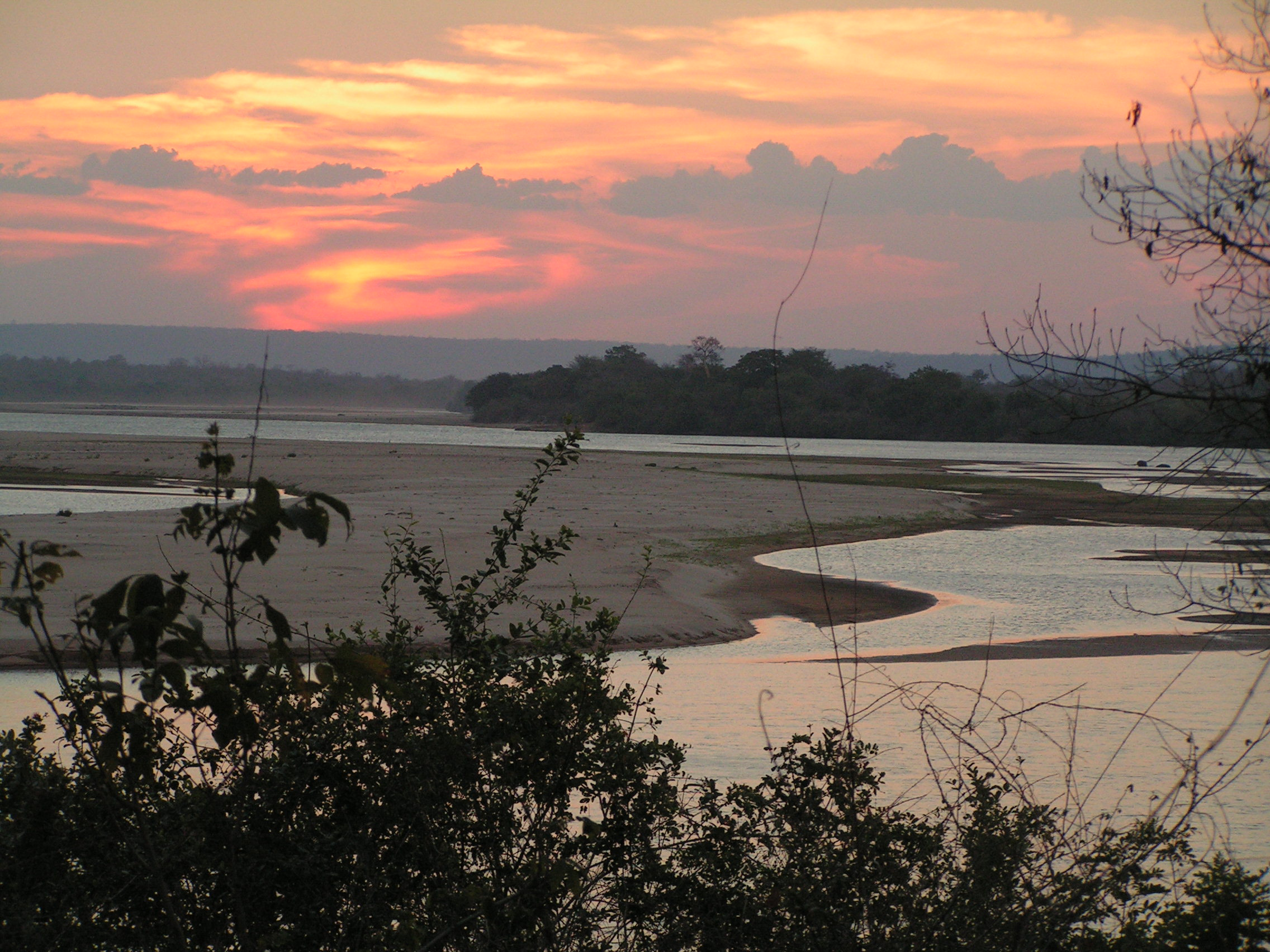
Selous

1. Ngorongoro
Ngorongoro Conservation Area
Zde byly nalezeny pozůstatky předchůdce dnešního člověka, homo habilis.
1979
 http://whc.unesco.org/en/list/39
2. Kilwa Kisiwani a Songo Mnara
Ruins of Kilwa Kisiwani and Ruins of Songo Mnara
Na ostrovech se nacházejí zbytky starých východoafrických přístavů z 13.až16. století.
1981
 http://whc.unesco.org/en/list/144
3. Serengeti 
Serengeti National Park
Národní park na savanách.
1981
 http://whc.unesco.org/en/list/156
4. Selousova rezervace
Selous Game Reserve
Rezervace zvěře, území téměř nedotčené člověkem.
1982
 http://whc.unesco.org/en/list/199
5. Národní park Kilimandžáro
Kilimanjaro National Park
Národní park v okolí hory Kilimandžáro.
1987
 http://whc.unesco.org/en/list/403
6. Zanzibar
Stone Town of Zanzibar 
Svahilský obchodní přístav ve východní Africe. Řada zachovalých budov nese prvky africké, arabské, indické i evropské kultury.
2000
 http://whc.unesco.org/en/list/173
7. Skalní malby v Kondoa 
Kondoa Rock Art Sites
Skalní malby v této oblasti vznikaly v průběhu dvou tisíciletí.
2006
 http://whc.unesco.org/en/list/1183

## Togo

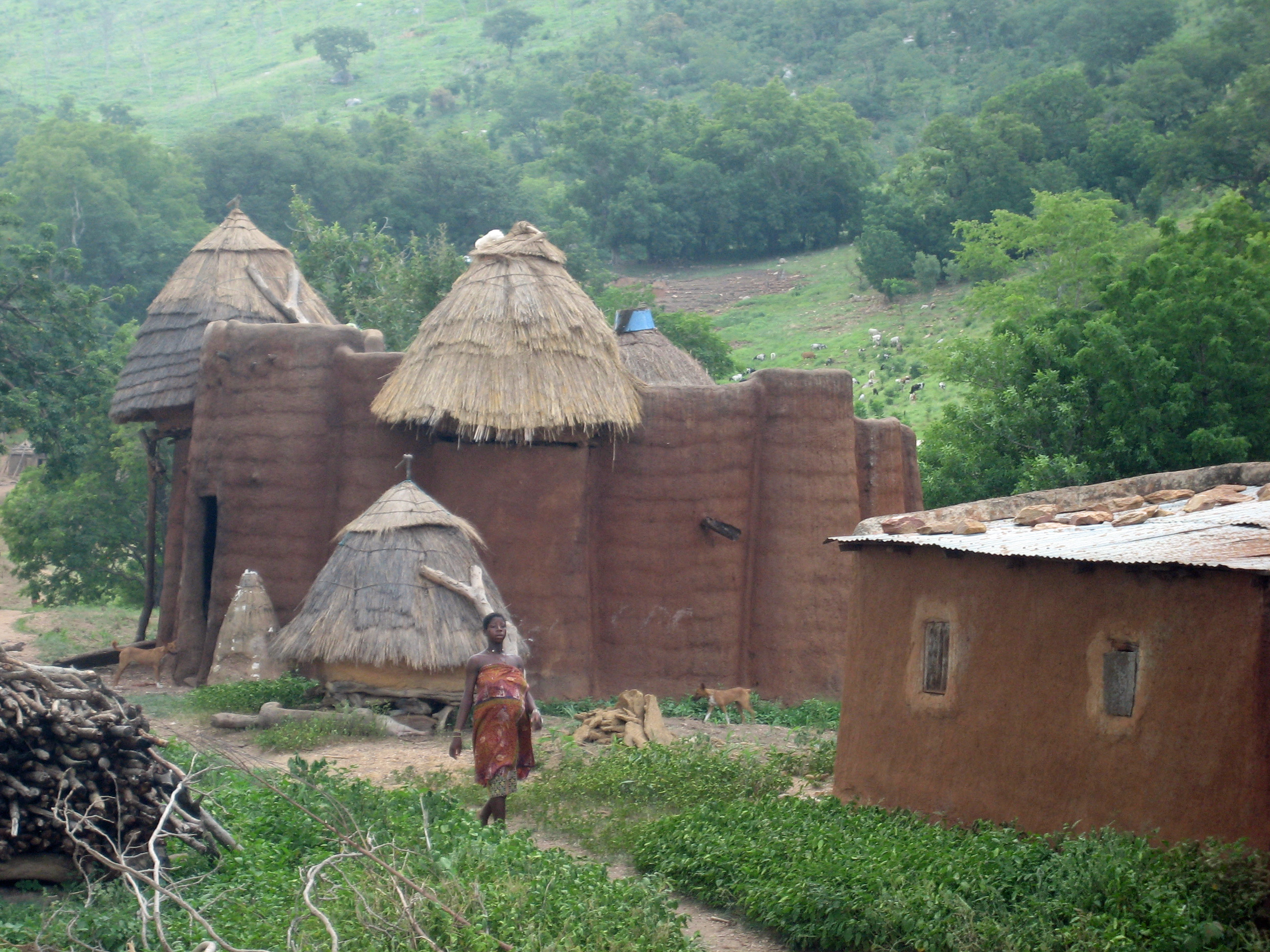
Koutammakou

1. Koutammakou
Koutammakou, the Land of the Batammariba 
V oblasti žije kmen Batammariba, jehož pozoruhodné hliněné věžové domy se staly symbolem Toga.
2004, 2023
 http://whc.unesco.org/en/list/1140

## Uganda

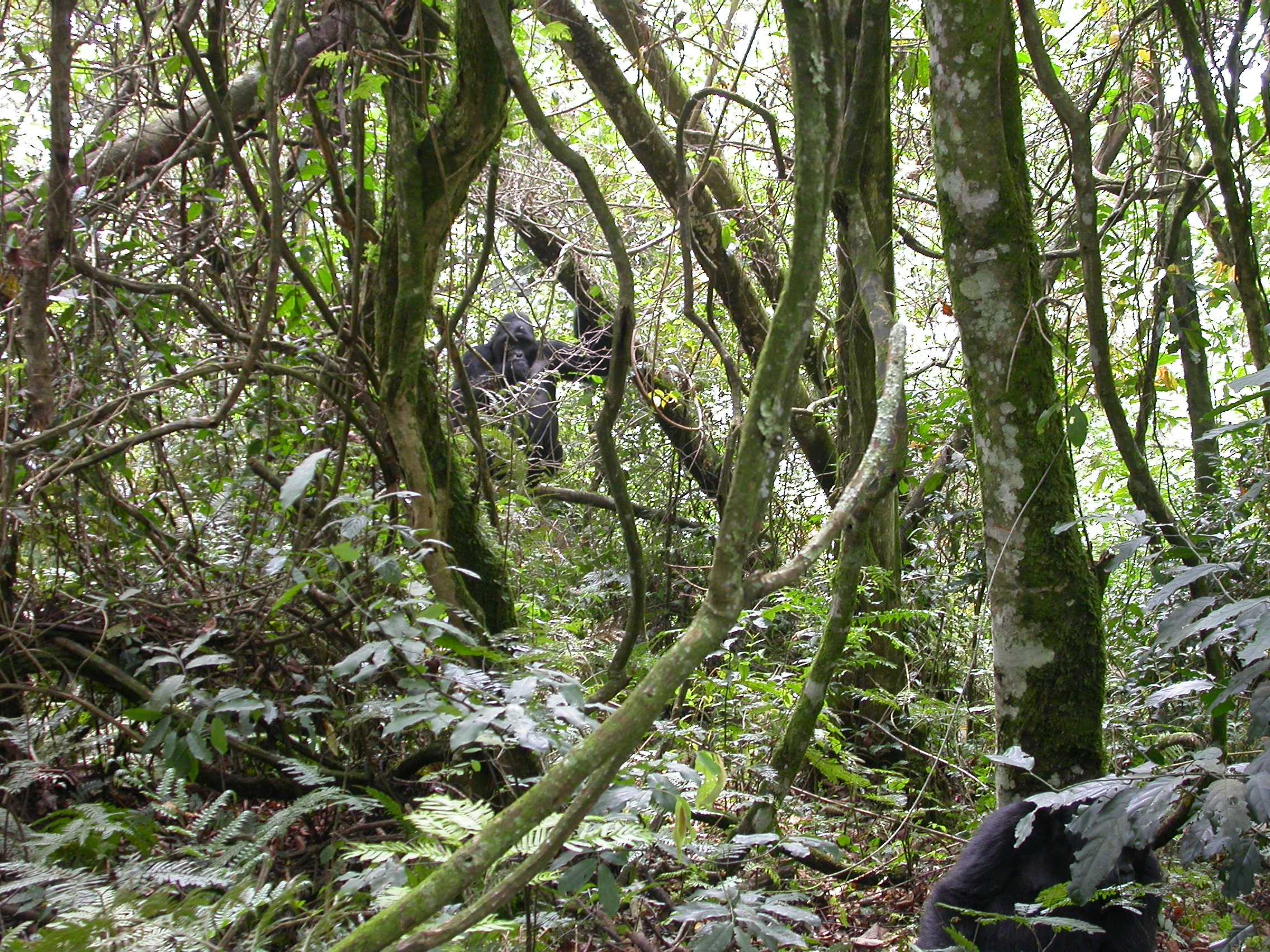
Bwindi

1. Národní park Bwindi
Bwindi Impenetrable National Park
Národní park na hranici savan a lesů.
1994
 http://whc.unesco.org/en/list/682
2. Národní park Ruwenzori
Rwenzori Mountains National Park 
Vysokohorský národní park s ledovci a jezery.
1994
 http://whc.unesco.org/en/list/684
3. Hrobky bugandských králů v Kasubi
Tombs of Buganda Kings at Kasubi
Palác z roku 1882, ze kterého se v roce 1884 stalo pohřebiště. V hlavní budově Muzibu Azaala Mpanga se dnes nachází čtyři královské hrobky. Vše je vyrobeno z přírodních materiálů jako je dřevo, rákos či spletené větve pomazané hlínou.
2001
 http://whc.unesco.org/en/list/1022

## Zambie

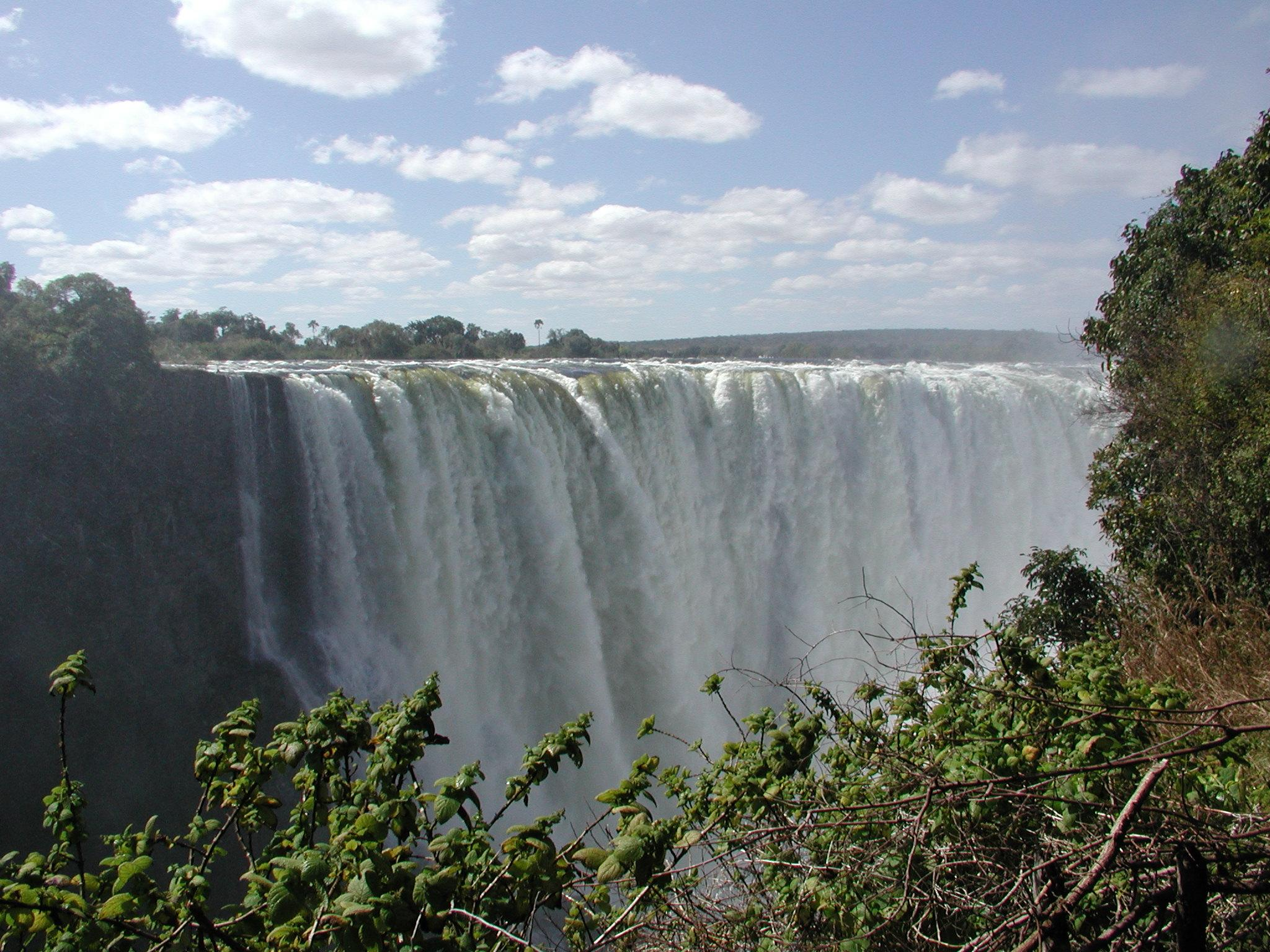
Viktoriiny vodopády

1. Viktoriiny vodopády
Mosi-oa-Tunya / Victoria Falls
Viktoriiny vodopády na hranicích Zambie a Zimbabwe jsou jedny z nejkrásnějších na světě.
1989
 http://whc.unesco.org/en/list/509

## Zimbabwe

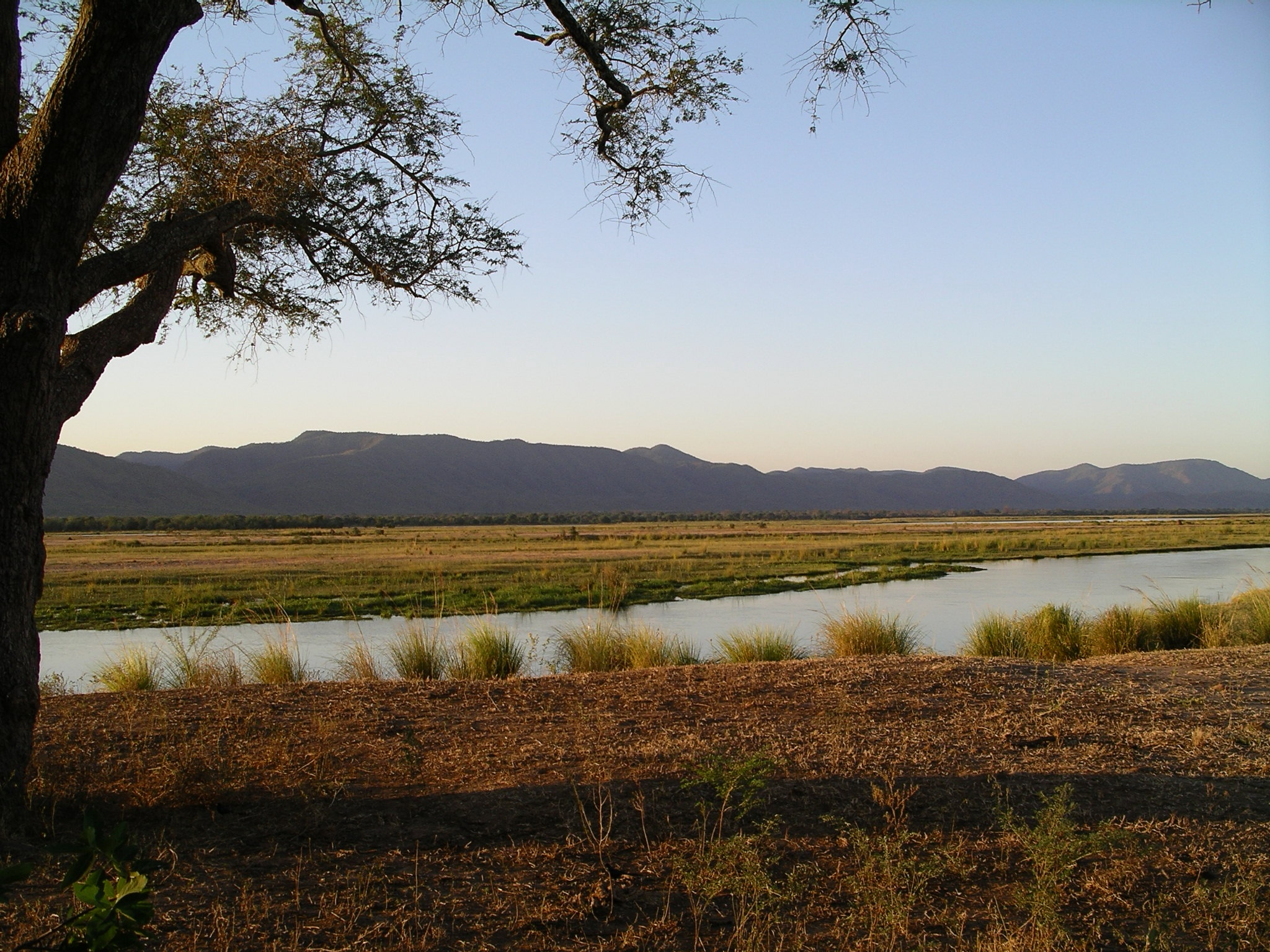
Mana Pools

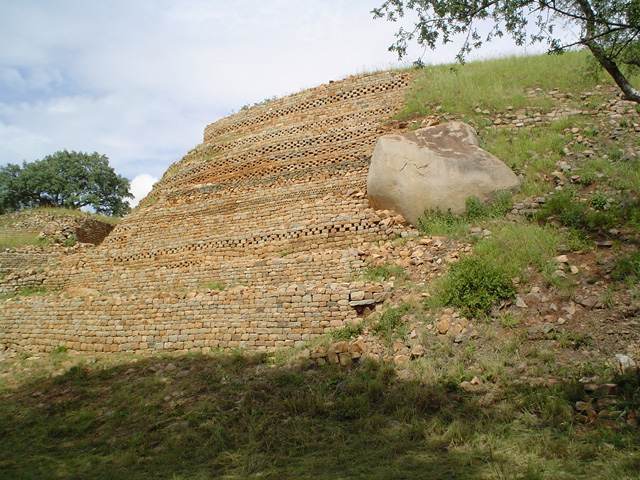
Khami

1. Mana Pools, Sapi, Chewore
Mana Pools National Park, Sapi and Chewore Safari Areas
Národní parky a přírodní rezervace na březích řeky Zambezi.
1984
 http://whc.unesco.org/en/list/302
2. Great Zimbabwe
Great Zimbabwe National Monument
Národní památník, ruiny města z 11.–15. století,
1986
 http://whc.unesco.org/en/list/364
3. Khami
Khami Ruins National Monument
Národní památník, ruiny starého města, pozůstatky kultury, která kvetla v 16. století.
1986
 http://whc.unesco.org/en/list/365
4. Viktoriiny vodopády
Mosi-oa-Tunya / Victoria Falls
Viktoriiny vodopády na hranicích Zambie a Zimbabwe jsou jedny z nejkrásnějších na světě.
1989
 http://whc.unesco.org/en/list/509
5. Pahorky Matobo
Matobo Hills
Bohaté archeologické nálezy a skalní malby poskytují obraz o životě pravěkých komunit.
2003
 http://whc.unesco.org/en/list/306